# Veigné
Vous lisez un « bon article » labellisé en 2019.
Veigné (prononcé [vɛɲe]) est une commune française située dans le département d'Indre-et-Loire en région Centre-Val de Loire.
Des vestiges archéologiques diffus attestent d'une présence humaine sur le territoire de Veigné depuis le Paléolithique, mais ce n'est qu'à l'époque carolingienne que Veigné est signalée dans les sources écrites. Vers 1550, se déroule un événement marquant : la paroisse de Montbazon est créée et son territoire d'un peu plus de 600 ha est pris sur celui de Veigné. Entre accueil d'une partie du gouvernement français replié en juin 1940 et actions menées par la Gestapo contre des résistants locaux en juillet 1944, la Seconde Guerre mondiale est un autre jalon important dans l'histoire communale. Dès la fin de ce conflit, Tours et sa banlieue s'industrialisent et Veigné, reliée à l'agglomération tourangelle par la N 10, en profite. Sa population s'accroît et le phénomène se poursuit au XXIe siècle. La commune compte 6 734 habitants en 2022 et le nombre de ses résidences principales a été multiplié par six depuis 1945. Ce dynamisme est également bénéfique pour l'activité économique de la commune ; en 2015, les six plus importants des 473 établissements installés à Veigné emploient globalement plus de 440 salariés. L'agriculture se maintient toutefois avec notamment la présence de vergers dans la commune depuis plusieurs décennies.
Même si aucun site ne fait l'objet de mesures de protection spécifiques, le patrimoine naturel de la commune est diversifié grâce à la présence de secteurs boisés importants, de zones humides, de pelouses calcaires sèches et de grands champs ouverts. L'église paroissiale et la chapelle sont tout ou partiellement inscrites à l'inventaire des monuments historiques, comme deux des nombreux châteaux et manoirs de Veigné — il s'agit le plus souvent de demeures médiévales reconstruites au XIXe siècle.

## Géographie

### Localisation et communes limitrophes
Veigné se situe sur l'Indre à une douzaine de kilomètres au sud-sud-est de Tours, distance exprimée à vol d'oiseau. Dans la partie nord du canton de Monts — 8,6 km séparent les chefs-lieux communaux de Veigné et du bureau centralisateur —, elle est rattachée à l'unité urbaine, l'aire urbaine, la zone d'emploi et le bassin de vie de Tours.
| Joué-lès-Tours  | Chambray-lès-Tours |        |
| Montbazon/Monts | Veigné             | Esvres |
| Sorigny         | Saint-Branchs      |        |

| - OpenStreetMap Veigné et son environnement. - Veigné et ses communes limitrophes.. - Veigné (en rouge) dans le canton de Monts (en vert). |

### Géologie et relief
- Bourg
- Limites communales

Carte géologique de Veigné.
Bourg
c4-6B : craie blanche (Turonien)
c4-6S : argiles à silex (Sénonien)
e7-Re7 : calcaire lacustre de Touraine (Ludien)
m3-p : sables et graviers du (Miocène)
Rm3-p : sables argileux et graviers (Tertiaire)
eP : éboulis des plateaux (Tertiaire)
N : sables éoliens (Quaternaire)
LP : limon des plateaux (Quaternaire)
Fx-y : alluvions de terrasses (Quaternaire)
Fz : alluvions récentes (Quaternaire)

La géologie de Veigné repose sur une succession de strates sédimentaires crétacées caractéristiques du sud du Bassin parisien. Un peu plus tard, au Ludien, c'est cette fois du calcaire lacustre (e7) qui se dépose et qui donne son unité géologique à cette partie de la Touraine, la Champeigne, en comblant une fosse géologique formée à l'est de Veigné (synclinal de Courçay) ; ce calcaire lacustre, localement très dégradé (Re7), parfois meuliérisé, est présent sur une épaisseur atteignant 7 m. Au nord de la commune, le calcaire est masqué par une pellicule de sables et de graviers (m3-p) déposés à la fin de l'Helvétien, localement dégradés à la fin du Tertiaire (Rm3-p). Se rencontrent également des sables éoliens (N) ou limon des plateaux (LP) du Quaternaire. L'Indre et ses affluents de rive gauche (ruisseau de Taffonneau et Bourdin) ont profondément entaillé toutes ces strates sédimentaires jusqu'aux assises crétacées, craie blanche (C4-6B) du Turonien ou argiles à silex (C4-6S) du Sénonien, ces deux dernières formations étant parfois démantelées en éboulis (eP). À l'ouest du territoire, un profond méandre de l'Indre est caractérisé par la présence d'alluvions anciennes de terrasses (Fx-y) déposées au fur et à mesure de sa formation — des gravières furent un temps exploitées —, alors que les alluvions plus récentes (Fz) occupent le lit majeur de la rivière.
La commune forme une demi-couronne entourant le territoire de Montbazon par le nord. Cette particularité est due à la création, vers 1550, de la paroisse de Montbazon au détriment de celle de Veigné. Malgré cette opération qui retranche à Veigné 641 ha, cette dernière commune reste, avec 2 568 ha, une structure de grande taille puisque la moyenne nationale s'établit à 1 488 ha.
Le plateau au sud de l'Indre se développe à une altitude un peu supérieure à celle de la partie nord (altitude moyenne de 88  à   91 m contre 74  à   88 m, point culminant à 94 m contre 91 m). La vallée de l'Indre, en pente très douce, s'établit de 54 m en amont à 51 m en aval.

### Hydrographie

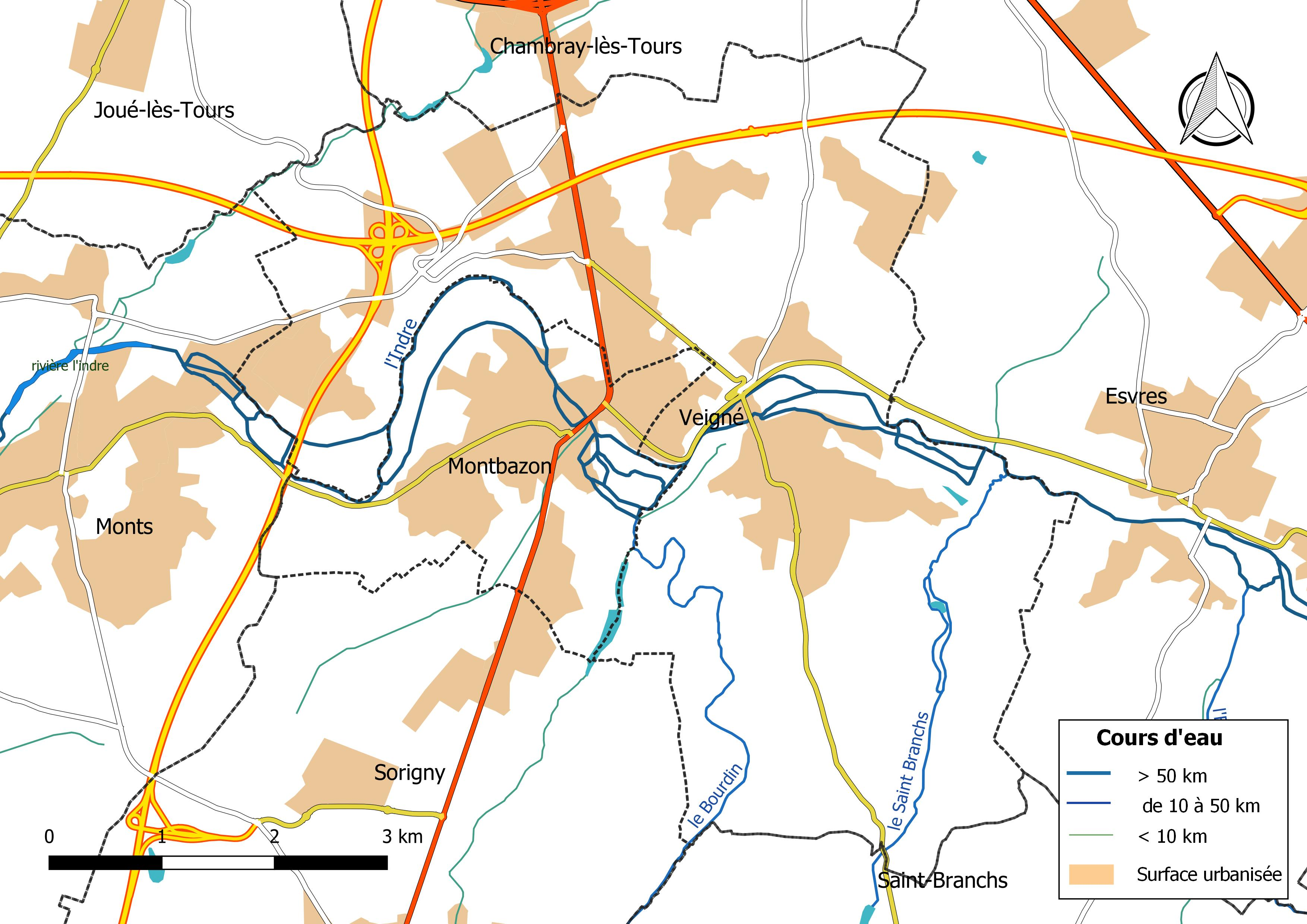
Réseau hydrographique de Veigné.

La commune est traversée par l'Indre (3,764 km). Le réseau hydrographique communal, d'une longueur totale de 23,17 km, comprend deux autres cours d'eau notables, le Bourdin (4,579 km) et le Saint-Branchs (4,051 km), et trois petits cours d'eau.
L'Indre, d'une longueur totale de 279,4 km, prend sa source à une altitude de 453 m sur le territoire de Saint-Priest-la-Marche dans le  département du Cher et se jette  dans la Loire à Avoine après avoir irrigué 58 communes. Les crues de l'Indre sont le plus souvent de type inondation de plaine. Sur le plan de la prévision des crues, la commune est située dans le tronçon de l'Indre tourangelle, dont la station hydrométrique de référence la plus proche est située à  Monts. Le débit mensuel moyen (calculé sur 14 ans pour cette station) varie de 4,51 m3/s au mois de septembre à 34 m3/s au mois de février. Le débit instantané maximal observé sur cette station est de 236 m3/s le 2 juin 2016, la hauteur maximale relevée a été de 5,56 m ce même jour,

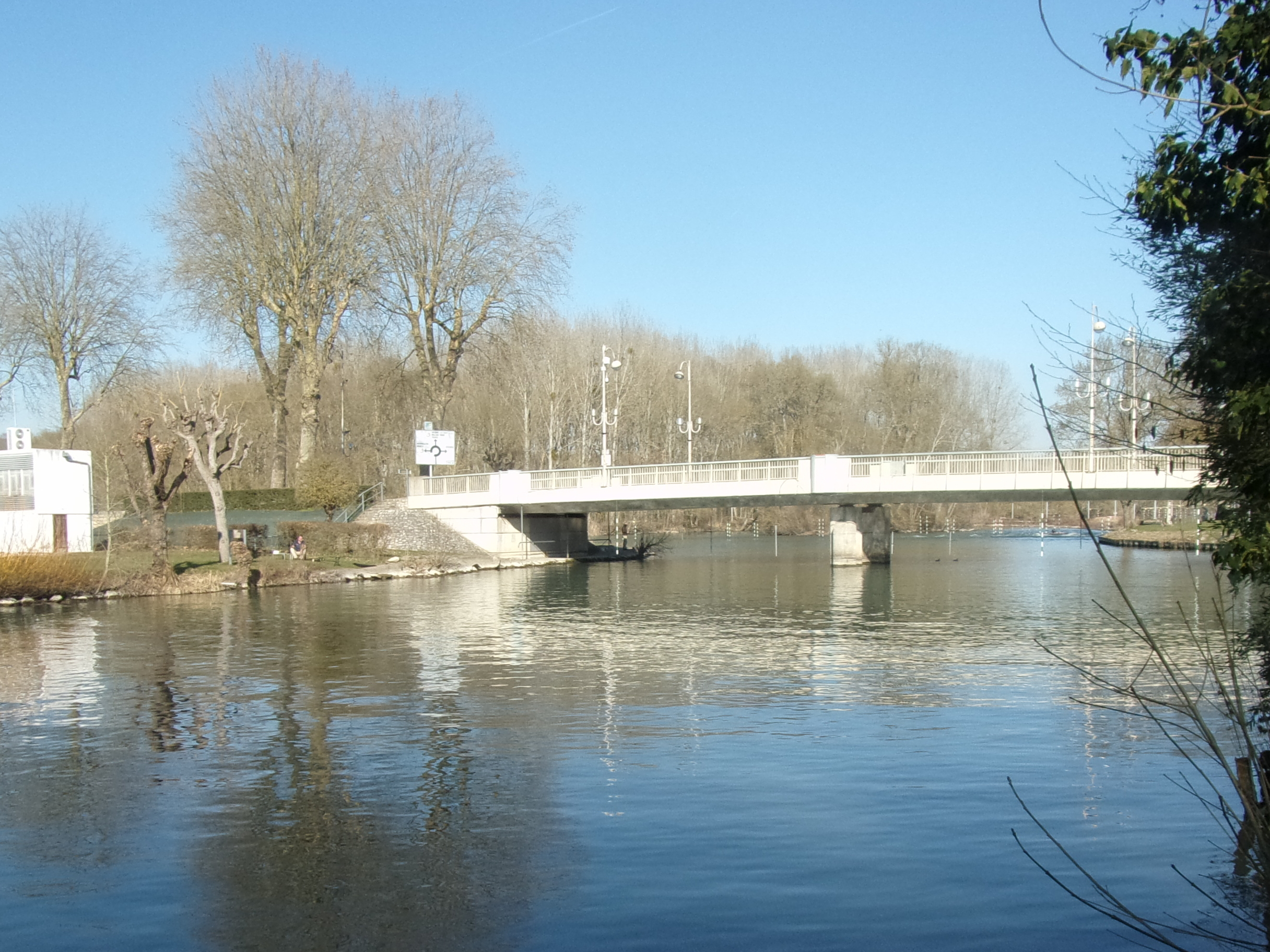
L'Indre à Veigné.

Ce cours d'eau est classé dans les listes 1 et 2 au titre de l'article L. 214-17 du code de l'environnement sur le Bassin Loire-Bretagne. Au titre de la liste 1, aucune autorisation ou concession ne peut être accordée pour la construction de nouveaux ouvrages s'ils constituent un obstacle à la continuité écologique et le renouvellement de la concession ou de l'autorisation des ouvrages existants est subordonné à des prescriptions permettant de maintenir le très bon état écologique des eaux. Au titre de la liste 2, tout ouvrage doit être géré, entretenu et équipé selon des règles définies par l'autorité administrative, en concertation avec le propriétaire ou, à défaut, l'exploitant,. Sur le plan piscicole, l'Indre est classée en deuxième catégorie piscicole. Le groupe biologique dominant est constitué essentiellement de poissons blancs (cyprinidés) et de carnassiers (brochet, sandre et perche).

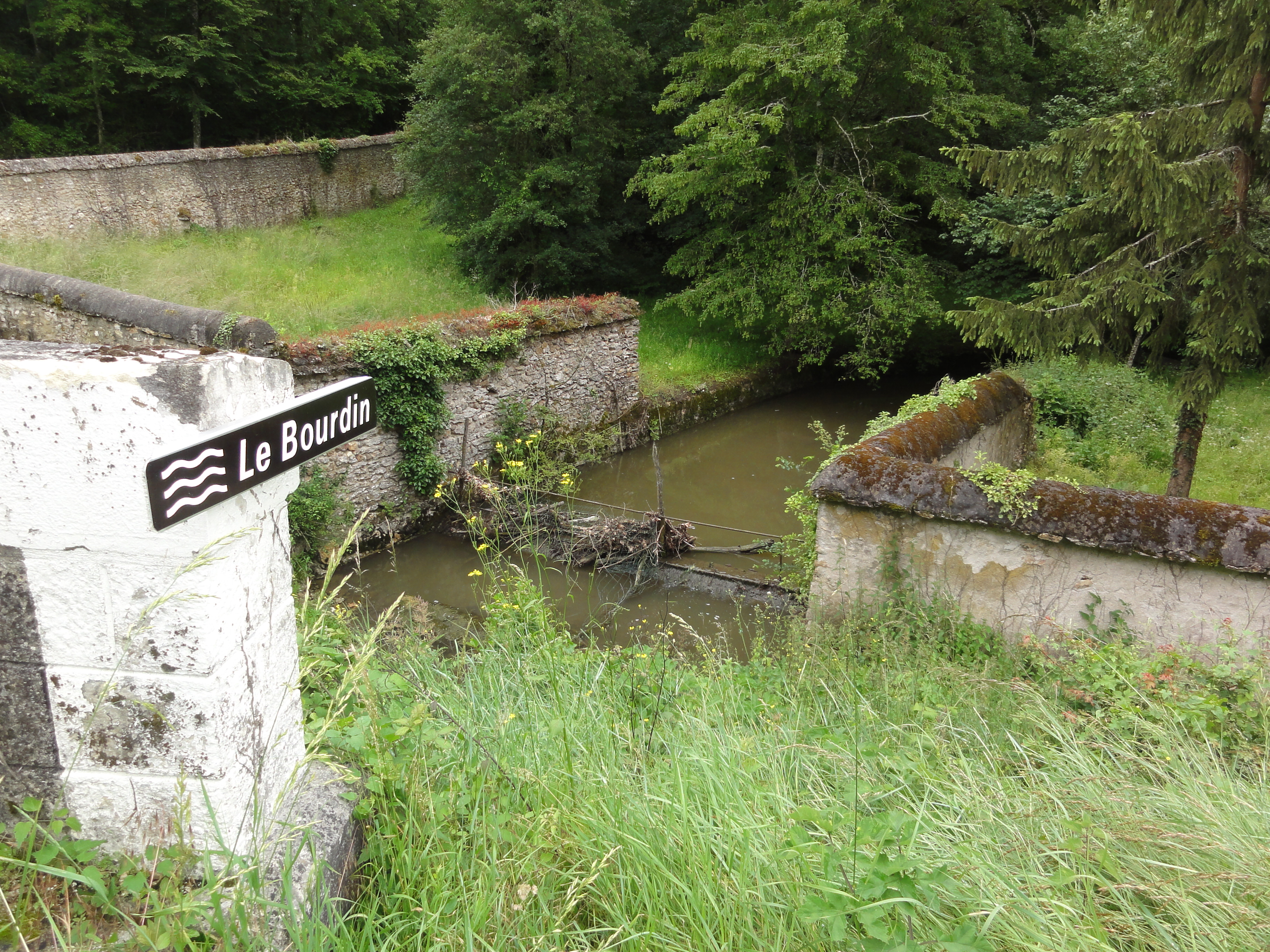
Le Bourdin à Veigné.

Le Bourdin, d'une longueur totale de 14,8 km, prend sa source dans la commune de Louans et se jette  dans l'Indre à Veigné, après avoir traversé cinq communes. Sur le plan piscicole, le Bourdin est également classé en deuxième catégorie piscicole.
Le Saint-Branchs, qui porte le nom de « ruisseau de Taffonneau » sur le territoire communal, a une longueur totale de 18,3 km. Il prend sa source dans la commune du Louroux et se jette  dans l'Indre à Veigné, après avoir traversé cinq communes. Sur le plan piscicole, le Saint-Branchs est également classé en cours d'eau de deuxième catégorie.
Six zones humides ont été répertoriées sur le territoire de la commune par la direction départementale des territoires (DDT) et le conseil départemental d'Indre-et-Loire : la vallée du Ruisseau de Taffonneau, la vallée de l'Indre : de la prairie de la Vacherie aux Prés Germains, de la RN 10 à l'A 10 et des Prés Germains à la Vennetière, la vallée du ruisseau du Saint-Laurent, les étangs de la Chapelle Saint-Laurent,.

### Climat
Pour des articles plus généraux, voir Climat du Centre-Val de Loire et Climat d'Indre-et-Loire.
En 2010, le climat de la commune est de type climat océanique dégradé des plaines du Centre et du Nord, selon une étude du CNRS s'appuyant sur une série de données couvrant la période 1971-2000. En 2020, Météo-France publie une typologie des climats de la France métropolitaine dans laquelle la commune est exposée à un climat océanique altéré et est dans la région climatique Moyenne vallée de la Loire, caractérisée par une bonne insolation (1 850 h/an) et un été peu pluvieux.
Pour la période 1971-2000, la température annuelle moyenne est de 11,3 °C, avec une amplitude thermique annuelle de 14,8 °C. Le cumul annuel moyen de précipitations est de 675 mm, avec 10,4 jours de précipitations en janvier et 6,8 jours en juillet. Pour la période 1991-2020, la température moyenne annuelle observée sur la station météorologique de Météo-France la plus proche, « Reignac », dans la commune de Reignac-sur-Indre à 15 km à vol d'oiseau, est de 12,1 °C et le cumul annuel moyen de précipitations est de 668,5 mm,. Pour l'avenir, les paramètres climatiques de la commune estimés pour 2050 selon différents scénarios d'émission de gaz à effet de serre sont consultables sur un site dédié publié par Météo-France en novembre 2022.

### Paysages naturels et biodiversité

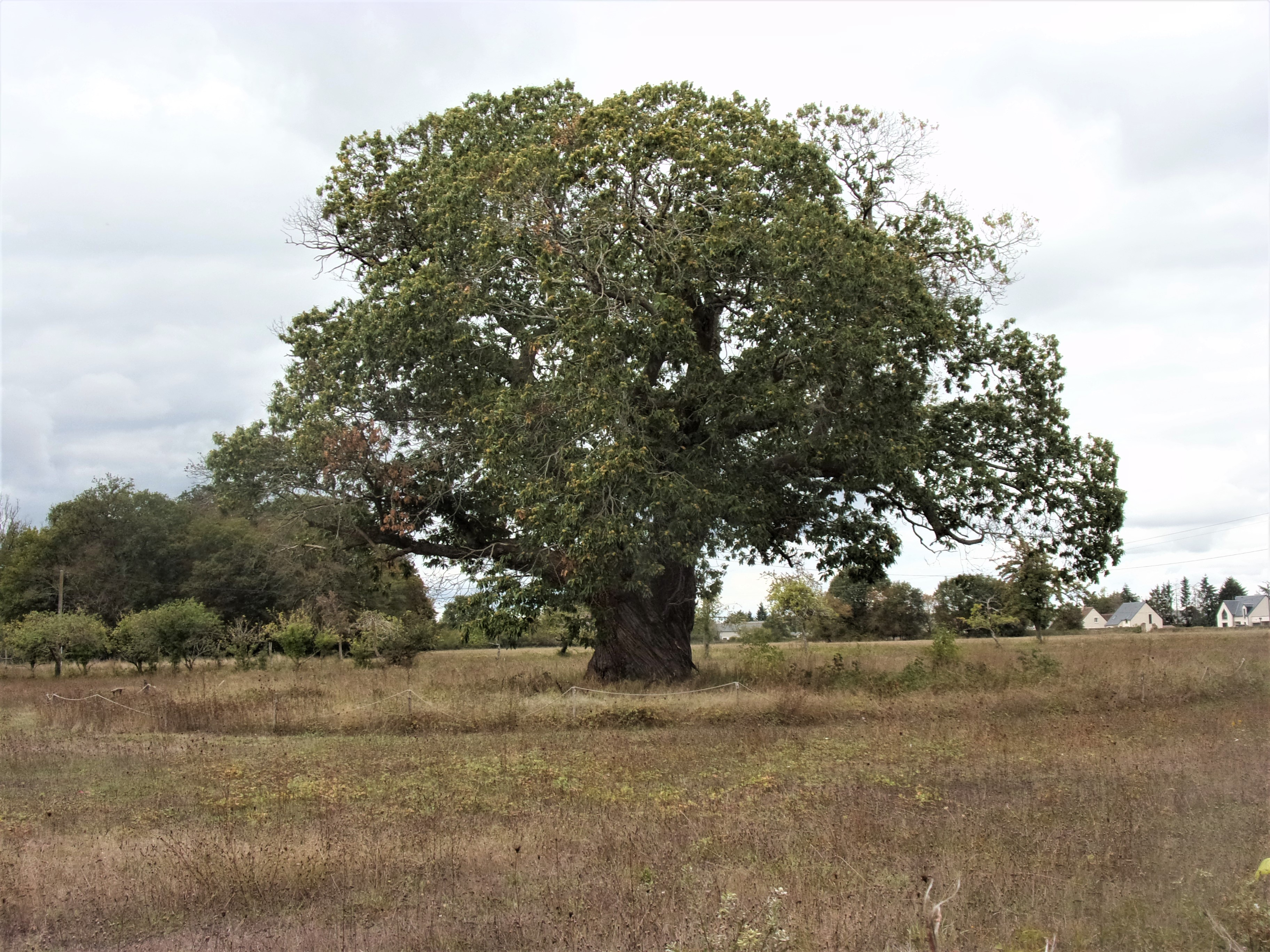
Châtaignier de la Championnière.

Les espaces boisés sont encore très présents à Veigné. Ils sont principalement concentrés dans la partie du territoire située au nord de l'Indre, même si, au sud, ils occupent également les versants des vallées du ruisseau de Taffonneau et du Bourdin. Depuis l'élaboration de la carte d'état-major, les surfaces boisées communales ont progressé. Sur le plateau, les bois sont localement remplacés par des zones urbanisées, conséquence d'un phénomène de « mitage ». Au XXIe siècle, plus de 37 % de la surface communale leur sont consacrés. Les sols à vocation agricole recouvrent près de 40 % de l'aire communale. Ils sont surtout présents dans la partie sud de la commune. Dans le parc de la Championnière, un châtaignier vieux de plus de 300 ans est labellisé arbre remarquable de France.
Au 1er janvier 2019, le territoire communal de Veigné n'est concerné par aucune zone naturelle d'intérêt écologique, faunistique et floristique ou aucun site du réseau Natura 2000. Toutefois, la diversité faunistique et floristique est assurée grâce aux écosystèmes variés rencontrés sur le territoire. Les bois et les zones humides abritent une avifaune bien spécifique qui comprend entre autres la Bondrée apivore, le Chevalier gambette ou le Petit Gravelot. Les exsurgences des sources karstiques sont propices au développement de Mousses. Les pelouses calcaires en bordure des espaces boisés sont des biotopes privilégiés pour les Orchidées sauvages ou pour la Cigale rouge (Tibicina haematodes). Deux espèces de plantes protégées au niveau national sont signalées depuis les années 1990 sur le territoire : la Renoncule langue (Ranunculus lingua) et l'Étoile d'eau (Damasonium alisma).

## Urbanisme

### Typologie
Au 1er janvier 2024, Veigné est catégorisée ceinture urbaine, selon la nouvelle grille communale de densité à sept niveaux définie par l'Insee en 2022.
Elle appartient à l'unité urbaine de Tours, une agglomération intra-départementale regroupant 38  communes, dont elle est une commune de la banlieue,,. Par ailleurs la commune fait partie de l'aire d'attraction de Tours, dont elle est une commune de la couronne,. Cette aire, qui regroupe 162 communes, est catégorisée dans les aires de 200 000 à moins de 700 000 habitants,.

### Occupation des sols
L'occupation des sols de la commune, telle qu'elle ressort de la base de données européenne d’occupation biophysique des sols Corine Land Cover (CLC), est marquée par l'importance des territoires agricoles (38,5 % en 2018), en diminution par rapport à 1990 (45,6 %). La répartition détaillée en 2018 est la suivante : 
forêts (36,6 %), terres arables (21,8 %), zones urbanisées (15,8 %), prairies (11,2 %), zones industrielles ou commerciales et réseaux de communication (6,5 %), zones agricoles hétérogènes (3,4 %), espaces verts artificialisés, non agricoles (2,6 %), cultures permanentes (2,1 %). L'évolution de l’occupation des sols de la commune et de ses infrastructures peut être observée sur les différentes représentations cartographiques du territoire : la carte de Cassini (XVIIIe siècle), la carte d'état-major (1820-1866) et les cartes ou photos aériennes de l'IGN pour la période actuelle (1950 à aujourd'hui).

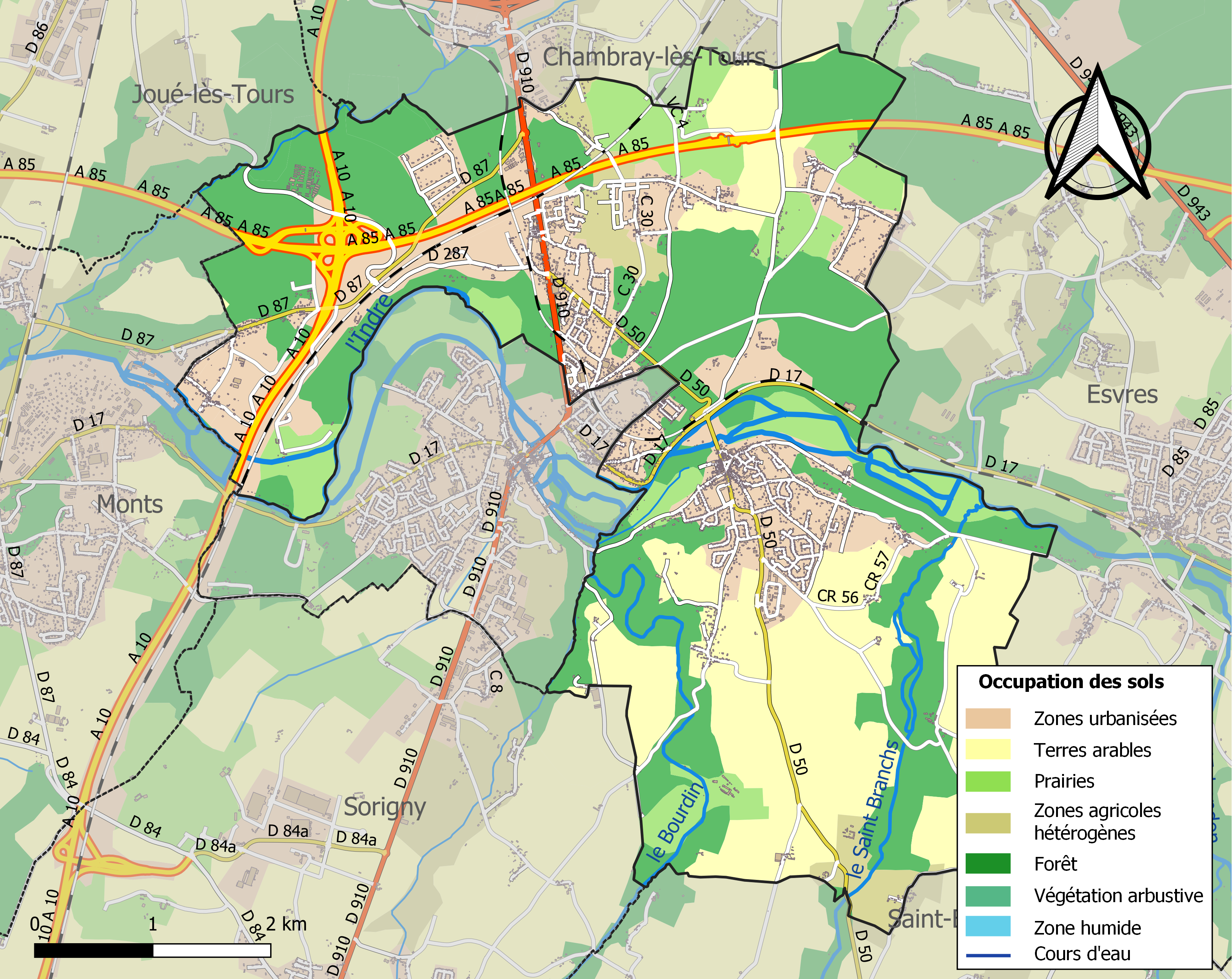
Carte des infrastructures et de l'occupation des sols de la commune en 2018 (CLC).

### Logement
Le tableau ci-dessous présente une comparaison de quelques indicateurs chiffrés du logement pour Veigné et l'ensemble de l'Indre-et-Loire en 2015,.
|                                                        | Veigné | Indre-et-Loire |
| ------------------------------------------------------ | ------ | -------------- |
| Parc immobilier total (en nombre d'habitations)        | 2 692  | 315 335        |
| Part des résidences principales (en %)                 | 92,9   | 87,3           |
| Part des logements vacants (en %)                      | 4,4    | 8,2            |
| Part des ménages propriétaires de leur logement (en %) | 76,9   | 59,1           |

Les résidences secondaires et les logements occasionnels représentent 2,2 % des habitations de Veigné, en légère diminution depuis 2010. Les occupants des résidences principales en sont à plus de 76 % propriétaires. Le parc immobilier communal s'est fortement accru depuis 1945 — il est multiplié par six — et surtout depuis 1970 puisque 1 706 des 2 499 résidences principales que compte la commune en 2015 sont construites après cette date. Les maisons individuelles représentent près de 91 % du parc des résidences principales. Ces résidences principales comptent en moyenne 4,7 pièces au plan communal quand la moyenne départementale s'établit à 4,1 pièces : la taille moyenne des résidences principales augmente alors que, dans le même temps, les ménages qui les occupent comptent moins de personnes.
Les logements sociaux représentent en 2013 près de 10 % du parc total des résidences principales et très peu d'entre eux sont inoccupés.

### Morphologie urbaine

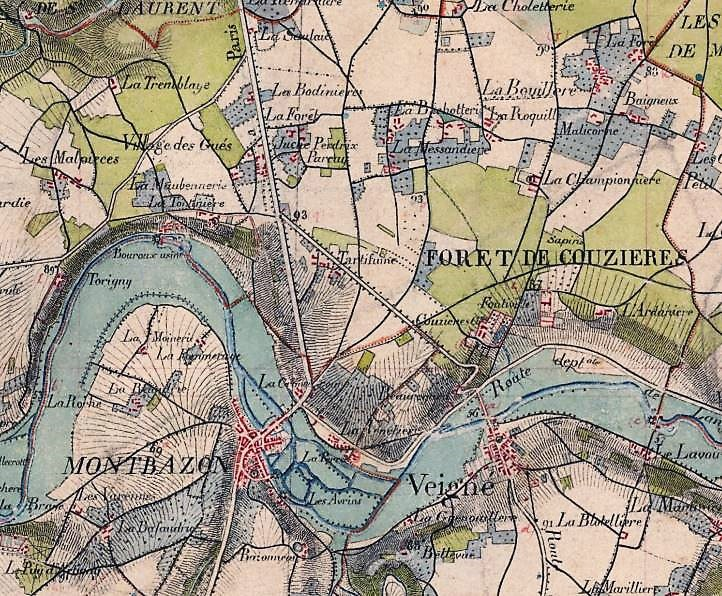
Veigné sur la carte d'état-major.

Évolution de la surface urbanisée à Veigné.

La plus ancienne zone urbanisée de la commune se situe sur la rive gauche de l'Indre, autour de l'église. La carte d'état-major établie en 1866 montre un second pôle légèrement en aval mais sur l'autre rive de l'Indre, au niveau de la Vennetière. La N 10 est déjà percée et le village des Gués-de-Veigné, sur son tracé, est mentionné. En 1884, Jacques-Xavier Carré de Busserolle indique que les Gués-de-Veigné abritent 89 personnes. Après la Seconde Guerre mondiale, la rive droite de l'Indre en vis-à-vis de Montbazon s'urbanise plus densément alors que pavillons et lotissements prennent place sur les hauteurs au milieu des bois du nord de l'Indre et le long de la D 50 au sud. Depuis 2005, l'extension du bâti se fait par comblement des dents creuses grâce à des lotissements, mais également grâce à la construction d'habitats groupés dans le centre.
Des petits hameaux sont dispersés sur le territoire, surtout au nord entre la zone boisée et Chambray-lès-Tours, ou alors à l'extrême sud, près de Saint-Branchs. Les hameaux situés au nord de l'Indre continuent à se développer au XXIe siècle, ce qui n'est pas le cas de ceux situés au sud.
L'habitat occupe, en 2013, 373 ha de la surface communale, auxquels il faut ajouter 7 ha de zones artisanales et industrielles et 178 ha d'emprises d'autoroutes (A 10 et A 85) et voies ferrées (LGV Sud Europe Atlantique) récentes.

### Risques naturels et technologiques

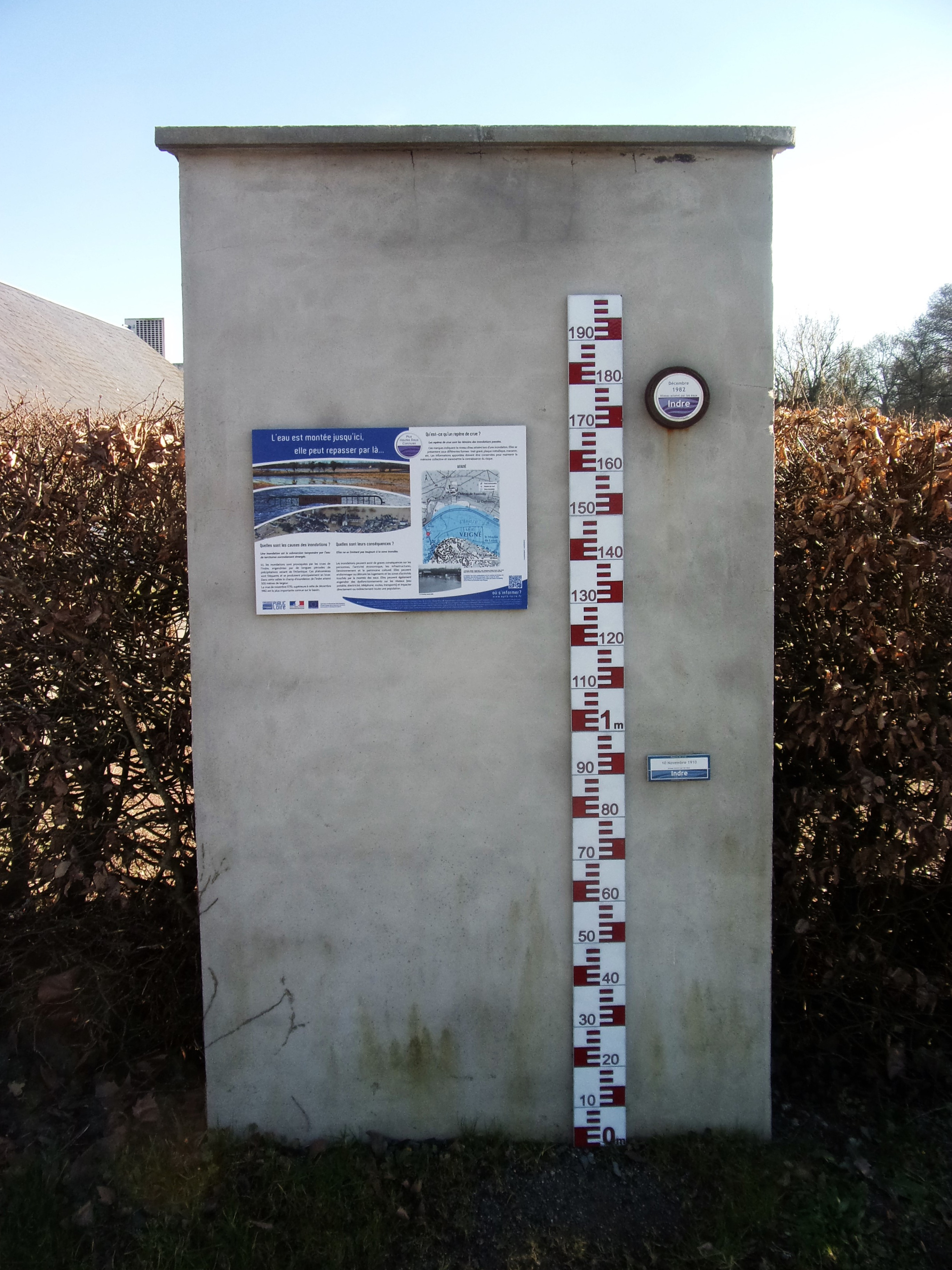
Repères de crues.

La commune de Veigné est exposée à un risque de crues de l'Indre, comme le mentionnent de nombreuses chroniques dès les XVIIe et XVIIIe siècles,. Ce risque est pris en compte dans le plan de prévention du risque inondation pour le val de l'Indre adopté en 2005 et qui s'applique à Veigné. L'aléa relatif au phénomène de retrait-gonflement des argiles est directement lié à la nature des terrains affleurants : il est estimé fort sur le plateau où le calcaire lacustre prédomine ; il est plus faible dans les autres secteurs de la commune, là où d'autres formations géologiques de surface sont observées (limons, alluvions). Veigné est soumise à un risque sismique faible (niveau 2 sur une échelle de 1 à 5) ; les chroniques locales mentionnent toutefois plusieurs séismes,, le 11 septembre 1749 (intensité V ou VI, épicentre en limite du Poitou et de la Touraine) et le 13 septembre 1855 (intensité V, épicentre en Touraine).
De 1983 à 2013, treize phénomènes naturels ont abouti au placement de la commune en état de catastrophe naturelle : inondations et coulées de boue ou mouvements de terrain consécutifs à la sécheresse.
En 2014, aucun site industriel visé par la directive Seveso n'est présent sur le territoire de Veigné.

### Planification et projets d'aménagement
Le plan d'aménagement et de développement durable élaboré en 2016 de Veigné prend en compte une croissance démographique estimée à 900 habitants supplémentaires entre cette date et 2025.
La création des nouveaux logements doit répondre à la modification structurelle d'une population qui a tendance à vieillir, dont les ménages sont constitués de moins de personnes ou au contraire comportent plusieurs enfants, avec des revenus très variables ne permettant pas toujours l'achat d'une maison. Il faut donc construire des logements de petite et de grande taille, en location ou en accession à la propriété, disposant des aménagements adaptés pour la vie des plus âgés. Favoriser les modes de transports alternatifs à la voiture permet de résoudre les problèmes d'encombrement du centre-ville et de limiter les nuisances sonores. Le tissu économique diversifié de la commune doit être maintenu et renforcé, en cherchant par ailleurs à assurer la pérennité de l'agriculture locale. L'amélioration du cadre de vie dans une agglomération devenue nettement bipolaire (le bourg et le village des Gués) passe par une meilleure intercirculation entre les deux pôles ; la création d'une halte ferroviaire aux Gués est envisagée.

### Voies de communication et transports

#### Réseaux autoroutier et routier
Les autoroutes A 10 (Paris - Bordeaux) et A 85 (Angers-Vierzon) traversent le territoire de Veigné où un échangeur permet de passer de l'une à l'autre, mais elles ne sont pas connectées au réseau routier. C'est quelques kilomètres au nord (Chambray-lès-Tours) que se trouve la sortie no 23 de l'A 10 ; quelques kilomètres à l'est (Esvres) se trouve la sortie no 10 de l'A 85.
La D 910 (ancienne N 10 déclassée) traverse la commune du nord au sud au niveau du pôle urbanisé des Gués-de-Veigné. D'est en ouest la D 17 suit la vallée de l'Indre et, en direction du sud-sud-est à partir du bourg, la D 50 se dirige vers Manthelan, Ligueil et au-delà.

#### Réseaux de transports en commun

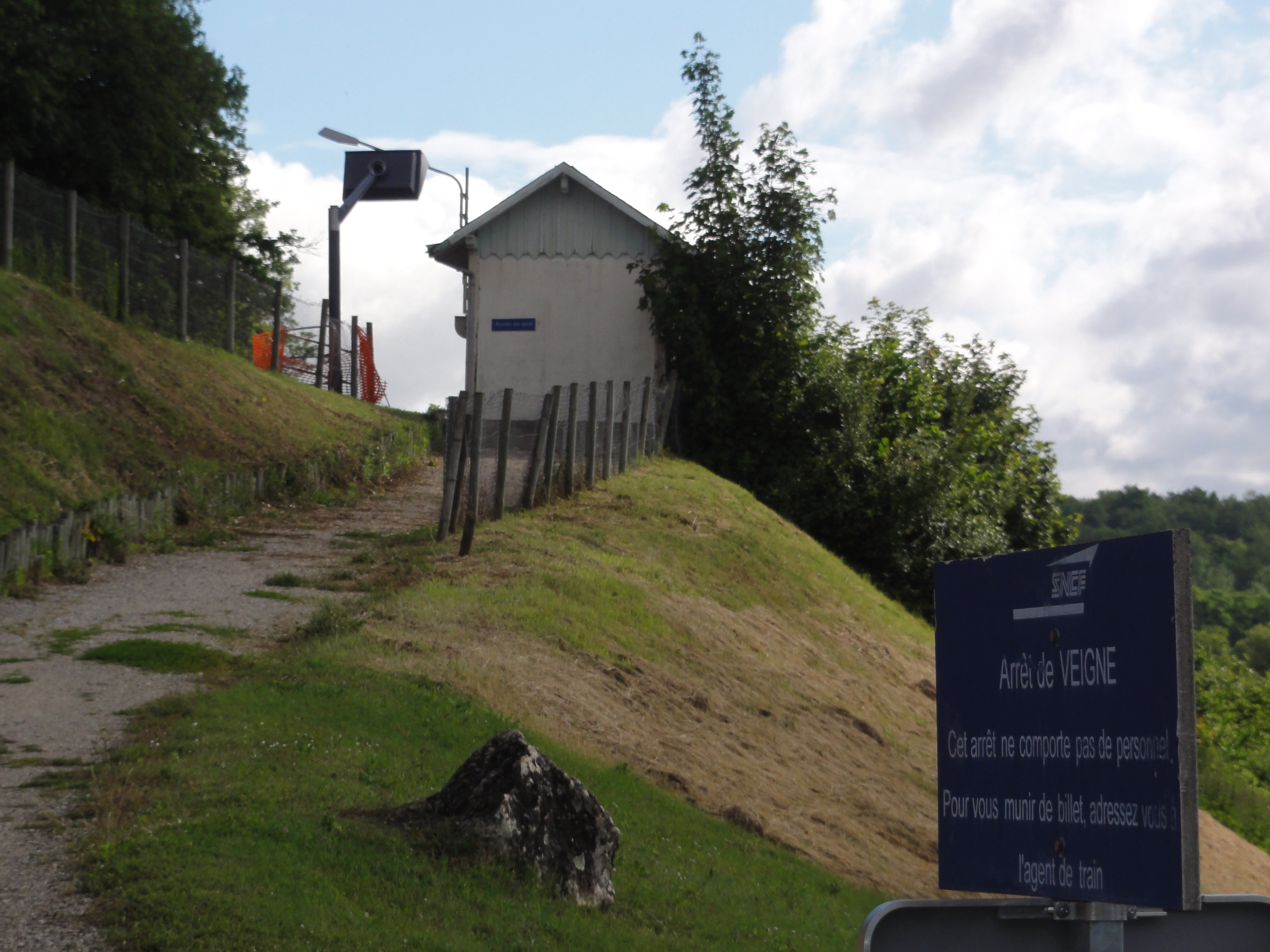
Arrêt SNCF de Veigné.

La gare de Veigné, halte SNCF, assure la desserte par les trains et autocars TER Centre-Val de Loire de la ligne 31, liaison régulière entre les gares de Tours et Loches.
Géré par la région Centre-Val de Loire et exploité par Transdev Touraine, le réseau Rémi, Réseau de Mobilité Interurbaine assure la desserte de la commune via les lignes F (Esvres ↔ Veigné ↔ Tours) et G (Ligueil ↔ Veigné ↔ Tours).

#### Itinéraires pédestres et cyclistes
L'« Indre à vélo » est un itinéraire touristique permettant aux cyclistes de découvrir le patrimoine des communes qui bordent la rivière, de Jeu-les-Bois à Azay-le-Rideau. Il aborde le territoire de Veigné sur la rive droite en provenance d'Esvres puis traverse la rivière pour gagner Montbazon.
Le « sentier de grande randonnée 46 » qui relie Toulouse à Tours parcourt notamment la vallée de l'Indre. Abordant le territoire de Veigné sur la rive droite de l'Indre, il décrit une boucle au nord de la commune avant de traverser la rivière au niveau du bourg.

### Qualité de l'environnement
Des risques de nuisances sonores existent à proximité des grands axes de communication traversant le territoire, autoroutes A 10 et A 85, D 910 principalement mais aussi LGV depuis 2017.

## Toponymie et hydronymie

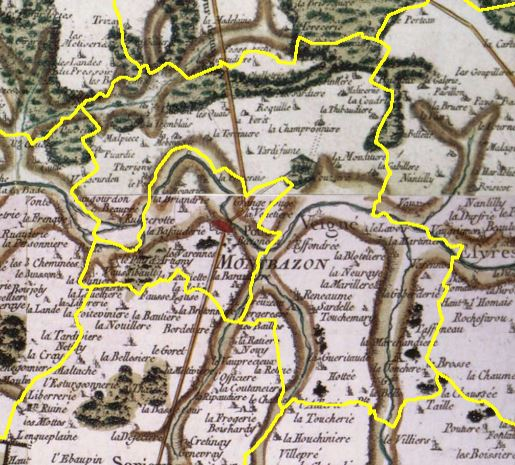
Veigné (limites communales modernes en jaune) sur la carte de Cassini.

Attestation ancienne du toponyme Veigné,, :
- Vindiniacum : 843, charte de l'abbaye de Marmoutier ;
- curte Vindinniaci : 1070, cartulaire de l'abbaye de Cormery ;
- Veinniacum : XIe siècle, charte de l'abbaye de Marmoutier ;
- Viniacum et Veigneum : XIIIe siècle, cartulaire de l'abbaye de Cormery ;
- Vaigné : 1290, pouillé de Tours ;
- prioratum de Veigneyo : 1138, cartulaire de l'abbaye de Cormery ;
- paroisse de Veigné : 1358, cartulaire de l'archevêché de Tours ;
- Veigné : 1764, Carte de Cassini.

Mentionné pour la première fois en 843 dans un cartulaire de l'abbaye de Marmoutier sous la forme Vindiniacum, il s'agit d'une formation toponymique gauloise ou gallo-romaine en -(i)acum, suffixe locatif et d'appartenance d'origine gauloise, précédé d'un nom de personne selon le cas général. Il aboutit généralement à la terminaison -é dans l'ouest de la France. Pour expliquer le premier élément Vindin-, Ernest Nègre propose l'anthroponyme gaulois Vindonius ; Albert Dauzat et Charles Rostaing évoquent le nom d'homme latin Vindinius.
Plusieurs microtoponymes évoquent des sites anciennement occupés, peut-être depuis l'Antiquité comme « Baigneux », venant de balneum, (bain). Plusieurs toponymes rappellent la végétation naturelle de certains secteurs de Veigné, comme les noisetiers des « Coudrières » ou les saules de « la Saulaie ». La « Belle Jonchère » renvoie sans nul doute à un lieu planté de joncs au bord du ruisseau, sur des terrains de ce vaste domaine. « La Taille brûlée » et « le Village brûlé » témoignent d'anciens défrichements forestiers par écobuage. Le Tivoli est généralement attribué à d'anciennes maisons de plaisance évoquant voire copiant des villas italiennes de la Renaissance. Le terme Tartifume signale un lieu où un foyer, une cheminée, fume tard le soir ; les origines, mal attestées et probablement multiples, sont certainement différentes d'un lieu à l'autre : four pour la cuisson des briques ou des poteries, foyer d'une personne aisée ayant les moyens d'entretenir longtemps du feu chez elle ou, au contraire, paysan pauvre rentrant tard chez lui le soir. « Malicorne », en bordure d'un ancien chemin, signale probablement une auberge au mauvais accueil où il était risqué de corner (appeler, frapper à la porte).
Le nom du « ruisseau du Mardereau » évoque clairement, et de manière péjorative, un petit cours d'eau boueux. Vaugourdon, au bord de l'Indre, pourrait être la « vallée du vivier » — gourdon est un dérivé du vieux français « gourdel » (vivier) —, évoquant la présence d'anciennes pêcheries.

## Histoire

### De la Préhistoire à l'Antiquité

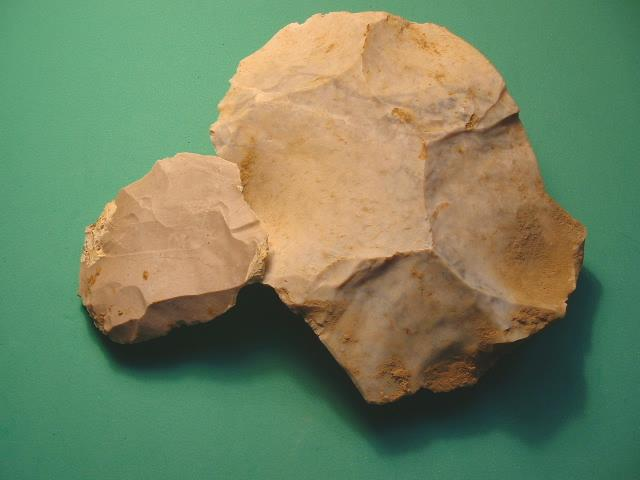
Silex moustérien (Haute-Saône).

Les connaissances sur l'occupation du site de Veigné par l'Homme avant le Moyen Âge reposent sur un ensemble de vestiges archéologiques assez diffus.
Le Paléolithique est représenté par des silex moustériens et un biface acheuléen, principalement récoltés en surface sur les terrasses alluvionnaires ainsi que par des outils solutréens et magdaléniens. Des haches polies et un polissoir témoignent de la présence humaine au Néolithique ; de la même période datait un menhir de 4 m de haut détruit lors de la construction de la voie ferrée de Joué-lès-Tours à Loches au XIXe siècle.
Deux enceintes, probablement protohistoriques, sont signalées dans les années 1980 alors qu'un établissement rural de La Tène finale est mis au jour en 2004 au sud de l'agglomération.
Des accumulations de tessons de poteries et de tegulae à la Belle Jonchère marquent la période antique. Des évocations toponymiques peuvent renvoyer à la même période : Couzières (domaine de Cossius) et Thorigny (domaine de Taurinus). Plusieurs voies antiques ou tout au moins anciennes, mais appartenant à un réseau secondaire, sillonnent le territoire : chemin de Tours à Sorigny (chemin blanc), de Veigné à Bléré (chemin des Bœufs) et chemin de Varidaine d'ouest en est.

### Moyen Âge

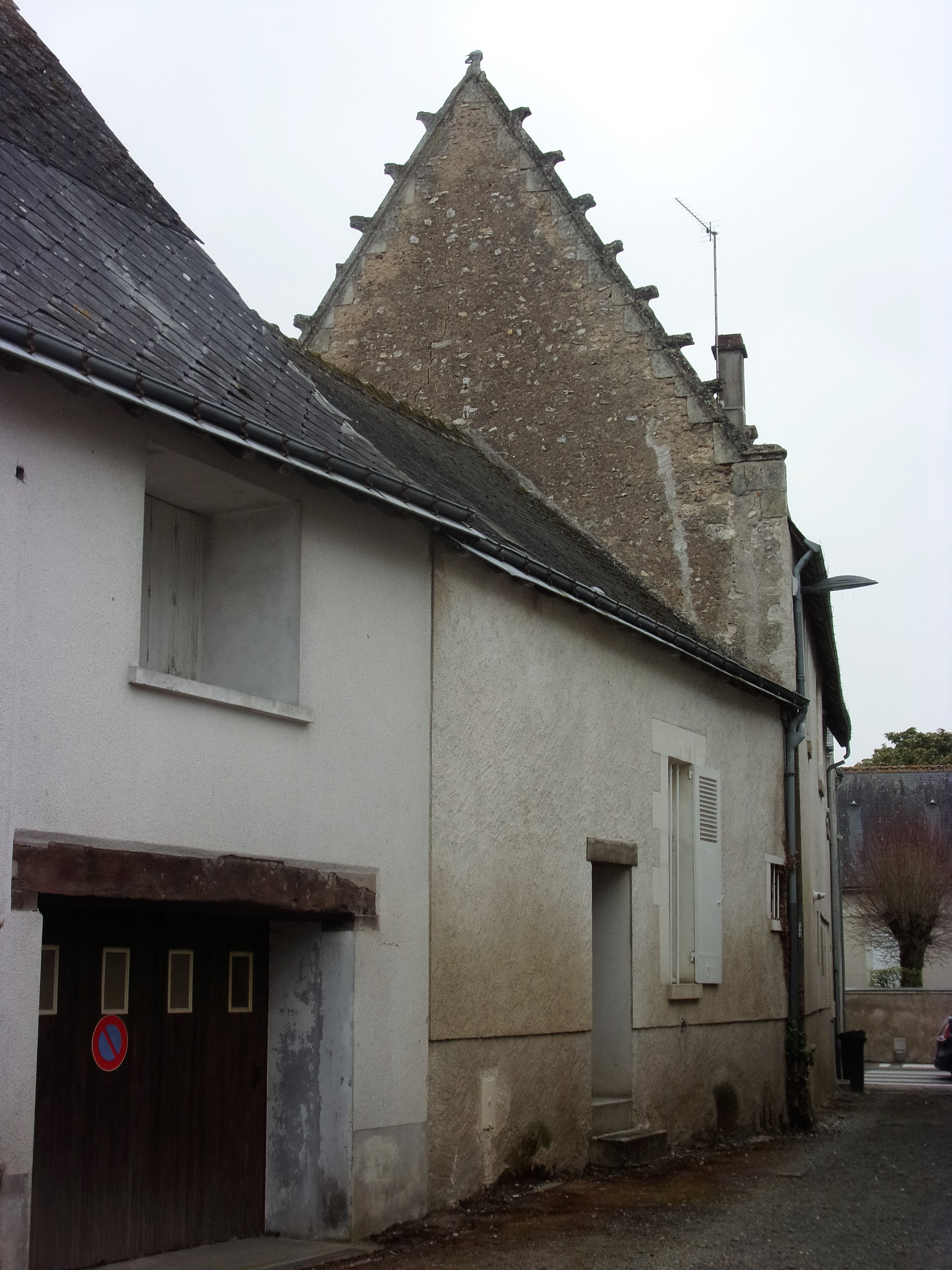
Bâtiments de l'ancien prieuré Saint-Maixent.

Le toponyme Vaugourdon pourrait être lié à la domination des Wisigoths sur la Touraine au Ve siècle, mais cette origine est loin de faire l'unanimité. L'histoire médiévale de Veigné, attestée par les sources écrites, commence en 843 : les chanoines de la basilique Saint-Martin de Tours donnent à l'abbaye Saint-Paul de Cormery, fondée une cinquantaine d'années plus tôt, la villa de Veigné,. En 1123, l'existence d'un prieuré dédié à saint Maixent est attestée dans le bourg. Un autre prieuré, situé au nord du territoire paroissial et voué à sainte Apolline, n'a qu'une brève existence (du XIIIe au XVIe siècle) et sa chapelle est ruinée. L'église est mentionnée en 1139 ; elle a sous sa dépendance une chapelle à Montbazon En 1180, une décision pontificale confirme la possession du prieuré et du bourg de Veigné par les moines de Cormery. Il est fort probable que — dès le Moyen Âge — église et prieuré Saint-Maixent soient inclus dans l'aire d'un enclos matérialisé par une palissade ou un fossé. Le parcellaire du cadastre napoléonien porte encore les traces de cet aménagement dans sa partie nord-ouest.
En septembre 1356, les troupes du Prince noir, venant de Bléré par le chemin aux Bœufs, traversent Veigné pour rejoindre la Guyenne mais leur passage a peu d'impact sur la vie de  la paroisse. C'est au-delà de l'Indre que leurs méfaits se font ressentir. Même si le rôle historique de Veigné au Moyen Âge semble être très réduit, le territoire attire de nombreux nobles qui y font construire des châteaux ; ces édifices sont fortement remaniés plus tard, notamment au XIXe siècle.

### Temps modernes
La paroisse de Veigné n'est pas particulièrement marquée par les guerres de Religion : d'une part elle n'est pas un fief protestant et d'autre part elle n'accueille ni couvent, ni prieuré important, ni monastère pouvant être pris pour cible. Vers 1550, un ordre de l'officialité de Tours crée la paroisse de Montbazon. Pour lui assurer des revenus, onze fermes, représentant une surface de 641 ha, sont soustraites du territoire de Veigné pour constituer la dîme de la nouvelle paroisse.
Le 5 septembre 1619, grâce à la médiation du futur cardinal de Richelieu et du duc de Luynes, Marie de Médicis et son fils Louis XIII se rencontrent au château de Couzières pour tenter de se réconcilier. Ils y séjournent 14 jours mais cette entrevue n'a pas de résultats positifs à long terme. Les XVIIe et XVIIIe siècles sont marqués par plusieurs crues majeures de l'Indre (1615, 1624, 1741) qui emportent de nombreux ponts sur la rivière. Celui de Veigné, dont le tablier est plus haut, résiste à chaque fois. Il est par contre emporté par la crue de 1770, la plus forte jamais enregistrée jusqu'alors et d'une ampleur inégalée depuis pour cette rivière ; cette crue ne fait toutefois aucune victime dans la paroisse, les habitants des secteurs menacés ayant pu se mettre en lieu sûr à temps. Des habitants de Montbazon, plus durement touchés, viennent se réfugier au château de Couzières, à l'abri sur le coteau.

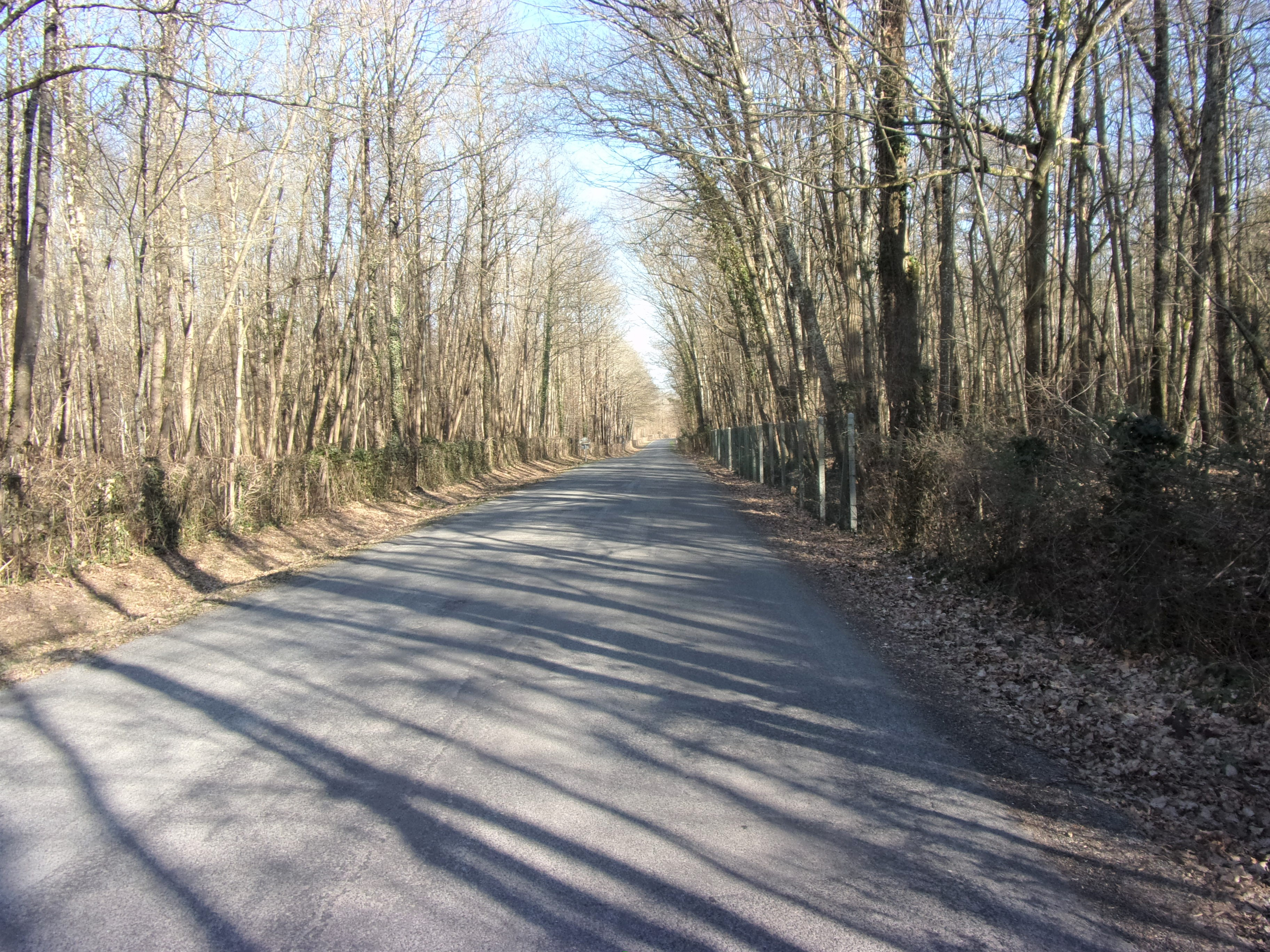
Ancien chemin aux Bœufs.

La percée de la nouvelle route de Paris à Bordeaux par Tours bouleverse le paysage au milieu du XVIIIe siècle ; elle devient opérationnelle à Veigné lorsqu'un nouveau pont sur l'Indre et construit à Montbazon. Les anciens itinéraires ne sont pas totalement délaissés pour autant, puisque l'un d'entre eux sert à acheminer depuis le sud de la France les troupeaux de bœufs vendus sur les marchés parisiens. Cette route prend dès lors le surnom de « chemin aux Bœufs ». Aux signes d'agitation sociale qui préludent au déclenchement de la Révolution française s'ajoutent localement les difficiles conditions climatiques de l'année 1788 : fortes pluies au printemps perturbant les semis de blé, grêle du 13 juillet détruisant une partie de la récolte, sécheresse de l'automne.
Les cahiers de doléances des habitants présentés aux États généraux de 1789 comportent des requêtes habituelles comme la suppression de la gabelle et des droits seigneuriaux, une répartition de l'impôt foncier au prorata de la superficie possédée — une proposition originale est faite concernant l'attribution possible des terres en friche à l'exploitant qui accepterait d'en payer l'impôt — et le regroupement des couvents de moins de dix religieux, sans toutefois exiger la dissolution des ordres monastiques.

### Époque contemporaine

#### De la Révolution française à la fin duXIXesiècle
En 1790, l'Assemblée constituante ouvre la voie à des regroupements parmi les communes récemment créées. Montbazon émet alors le souhait d'annexer Veigné et une partie de Chambray, Monts et Sorigny ; la proposition est refusée. Plusieurs châteaux et manoirs de Veigné (la Championnière, Fontiville…) sont déclarés biens nationaux en 1792 comme appartenant à des émigrés. Celui de Couzières, abandonné depuis 1782, est alors réservé pour loger des invalides ; la décision tarde et les habitants viennent récupérer pièces de charpente, d'huisseries, de toiture ; le château est finalement vendu pour un prix dérisoire à l'hiver 1804.
Dans le premier quart du XIXe siècle et dans le prolongement de l'établissement des plans cadastraux communaux, plusieurs échanges de terres remodèlent légèrement les contours des communes d'Esvres, Montbazon, Saint-Branchs et Veigné. Le réseau ferroviaire se constitue dans la seconde moitié du XIXe siècle : c'est en 1850 qu'est achevé le tronçon Tours - Poitiers de la ligne de Paris à Bordeaux mais Veigné n'est pas desservie par cette ligne. Il faut attendre 1878 et l'ouverture jusqu'à Loches de la ligne de Joué-lès-Tours à Châteauroux pour que Veigné dispose d'un accès au train. La constitution de ce réseau, ainsi que l'amélioration des conditions de circulation routière, sont la cause d'un désintérêt progressif pour les foires locales comme celles de Veigné, très en vogue au début du XIXe siècle : la population a plus de facilité pour se rendre à des rassemblements plus importants à Loches ou Tours. Les plébiscites organisés en 1851 par Louis-Napoléon Bonaparte, puis en 1852 quand il est devenu empereur témoignent du soutien des Vindiniens, même si tous les électeurs ne votent pas et que tous les votants ne se déclarent pas favorables : le « oui » remporte respectivement 86 et 78 % des électeurs inscrits.
La guerre de 1870 a surtout un impact financier pour Veigné : la commune est tenue de participer à hauteur de 15 000 F aux frais d'occupation de la France ; elle doit contracter pour cela un emprunt sur dix ans.
Le XIXe siècle est également marqué par la modernisation des techniques agricoles, sous l'impulsion de Laurent puis d'Alfred Delaville-Le-Roux, dont le domaine foncier s'étend sur 780 ha dans la partie sud de la commune, imités par d'autres agriculteurs. Ces progrès sont toutefois menacés par l'apparition de deux parasites majeurs de la vigne, le mildiou et le phylloxéra, qui finiront par avoir raison de cette culture à Veigné.
En cette fin de XIXe siècle, le village est marqué par un terrible fait divers. Le 10 décembre 1887, Jules Sentier, le propriétaire du Moulin-Rouge (aujourd'hui le restaurant le Moulin-Fleuri) et membre du conseil municipal, est assassiné dans sa carriole à la nuit tombée alors qu'il revenait de la foire de Tours. Florentine Sentier, sa femme, le découvre à quelques centaines de mètres du moulin vers 3 h du matin le dimanche 11 décembre, le crâne défoncé par une décharge de fusil. Sa recette du jour a disparu ainsi que sa montre. L'instruction est confiée au jeune juge Félix Robert et débouche dans un premier temps sur un non-lieu.

#### XXeetXXIesiècles
La Première Guerre mondiale fait 51 victimes parmi les soldats vindiniens.
À partir du 10 juin 1940, le gouvernement français quitte Paris et se replie temporairement en Touraine avant de rejoindre Bordeaux. Veigné accueille ainsi les services et le personnel du ministère de la Marine marchande jusqu'au 15 du même mois. Le général Gabriel Bougrain, qui tente d'empêcher l'ennemi de franchir la Loire, installe brièvement son quartier général à Fontiville le 20 juin. L'occupation allemande après l'armistice du 22 juin 1940 se traduit par la réquisition de plusieurs châteaux : Couzières loge soldats et chevaux, tout comme la Championnière ; Fontiville abrite une troupe de douaniers chargés de surveiller la ligne de démarcation. La commune est le cadre d'actions de résistance. Un marchand de volailles qui a su s'attirer les bonnes grâces des douaniers transporte clandestinement du courrier lors de ses passages de la ligne entre Veigné et Loches où il se rend chaque semaine au marché ; il n'est jamais inquiété. À la mi-juillet 1944, des mouvements de résistance cachent dans les caves d'Esvres et de Veigné des conteneurs d'armes parachutées. Après une dénonciation, la Gestapo procède à 26 arrestations du 30 juillet au 3 août 1944 au château de Vaux, à Esvres, et dans les environs ; quatre personnes sont fusillées sur l'aérodrome de Saint-Symphorien, dont Pierre Mourruau qui a aménagé une de ces cachettes à Taffonneau, ; un monument rappelle son souvenir en bordure de la rue de Taffonneau, non loin du château. Le 1er septembre 1944, pour couvrir leur retraite, les troupes allemandes détruisent les ponts de Montbazon et Veigné mais les dégâts, légers, sont rapidement réparés.
Le 18 octobre 1943, la poudrerie du Ripault, à Monts, explose de manière accidentelle. L'onde de choc provoque la mort de plusieurs habitants de la commune qui travaillaient au Ripault, ainsi que des dégâts sur de nombreux bâtiments de Veigné.
L'industrialisation rapide de Tours et sa banlieue après la fin de la Seconde Guerre mondiale entraîne une forte augmentation de la population des communes situées au sud de Tours et bien desservies par la route, dont Veigné, qui bénéficie en outre de la création d'usines sur son propre territoire comme sur celui de Montbazon.
L'étude d'un projet de fusion entre Veigné et Montbazon est reportée après les élections municipales de 2020.

## Politique et administration

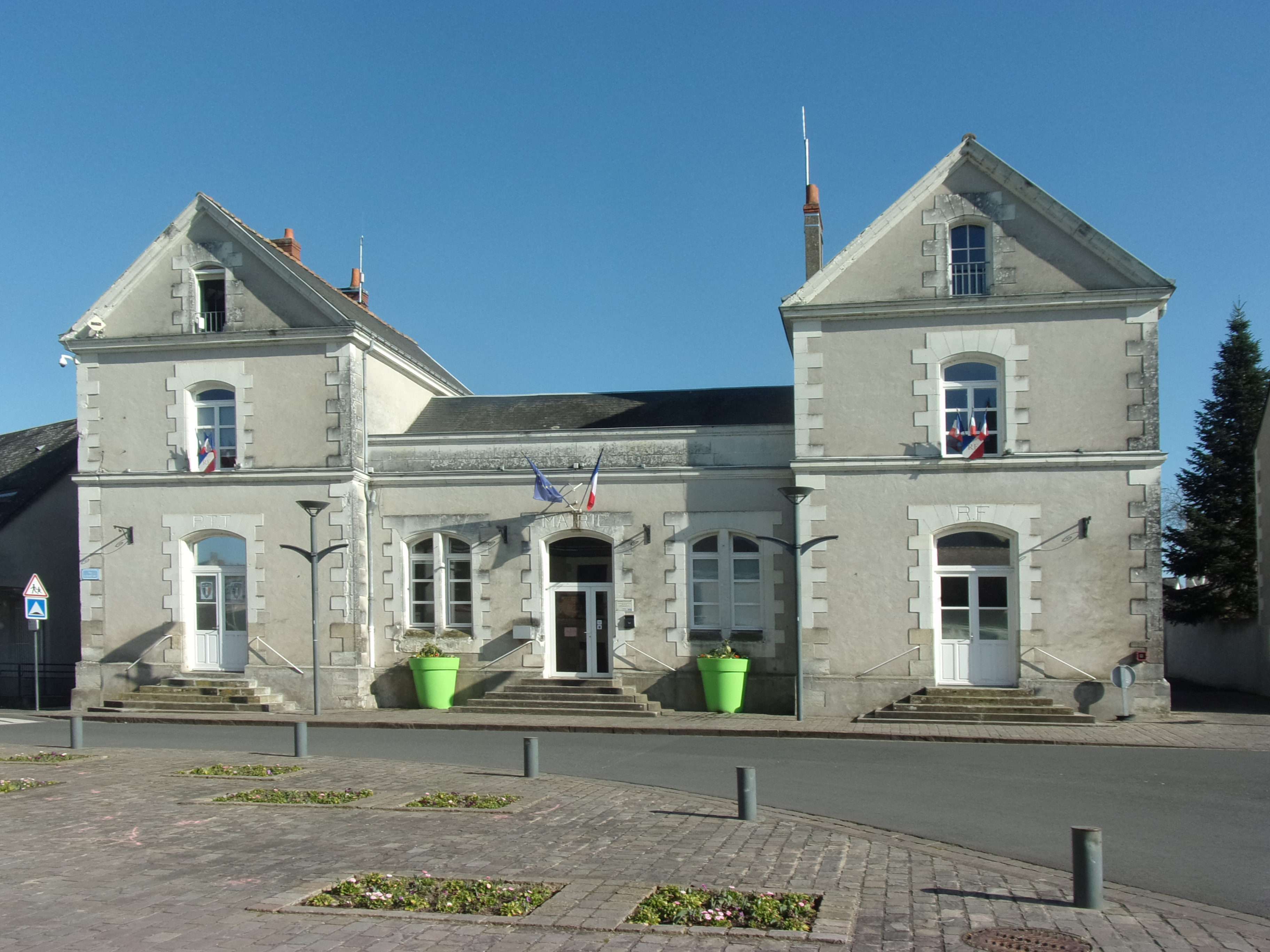
La mairie.

### Découpage administratif

#### Rattachements administratifs et électoraux
Du point de vue administratif, Veigné est rattachée à l'arrondissement de Tours. Elle faisait partie du canton de Montbazon avant le redécoupage cantonal de 2014.
Du point de vue électoral, Veigné est rattachée à la 3e circonscription de l'Indre-et-Loire et depuis le redécoupage cantonal de 2014, Veigné est l'une des dix communes qui composent le canton de Monts.
Depuis le 1er janvier 2010 et la suppression du tribunal d'instance de Loches, le tribunal d'instance de Tours est compétent pour l'ensemble du département. Toutes les juridictions intéressant Veigné sont ainsi regroupées à Tours, à l'exception du tribunal administratif et de la cour d'appel qui siègent à Orléans, préfecture de la région Centre-Val de Loire.

#### Intercommunalité
Veigné et vingt-et-une autres communes composent la communauté de communes Touraine Vallée de l'Indre. Jusqu'au 31 décembre 2016, elle relevait de la communauté de communes du Val de l'Indre. Cette situation lui confère en outre un rattachement de fait au « Pays Indre et Cher », qui a pour mission de « coordonner diverses missions transversales confiées par les collectivités, dans les domaines de l’aménagement du territoire, de l’environnement, de l’économie et du patrimoine ». Veigné est également l'une des trente-six communes adhérant au syndicat d'aménagement de la vallée de l'Indre.

### Tendances politiques et résultats
Comme en témoignent les résultats d'élections publiés sur le site du ministère de l'Intérieur, l'électorat de Veigné, lors des consultations au suffrage universel direct qui se sont déroulées depuis 2002, a apporté son soutien à une liste ou candidat présentés par la droite dans les deux tiers des consultations.

#### Scrutin récent
| Scrutin             | Scrutin             | 1er tour | 1er tour | 1er tour | 1er tour | 1er tour | 1er tour | 1er tour | 1er tour | 1er tour | 1er tour | 1er tour | 1er tour | 2d tour | 2d tour | 2d tour | 2d tour | 2d tour | 2d tour |
| Scrutin             | Scrutin             | 1er      | 1er      | %        | 2e       | 2e       | %        | 3e       | 3e       | %        | 4e       | 4e       | %        | 1er     | 1er     | %       | 2e      | 2e      | %       |
| ------------------- | ------------------- | -------- | -------- | -------- | -------- | -------- | -------- | -------- | -------- | -------- | -------- | -------- | -------- | ------- | ------- | ------- | ------- | ------- | ------- |
| Présidentielle 2017 | Présidentielle 2017 |          | EM       | 28,64    |          | LR       | 23,66    |          | RN       | 16,84    |          | LFI      | 15,27    |         | EM      | 72,68   |         | RN      | 27,32   |
| Présidentielle 2022 | Présidentielle 2022 |          | EM       | 35,23    |          | LFI      | 16,24    |          | RN       | 21,24    |          | REC      | 6,49     |         | EM      | 64,40   |         | RN      | 35,60   |
| Législatives 2022   | 3e                  |          | ENS      | 30,22    |          | UDI      | 20,20    |          | LFI      | 20,05    |          | RN       | 19,00    |         | ENS     | 62,84   |         | LFI     | 37,16   |
| Législatives 2024   | 3e                  |          | ENS      | 38,54    |          | LR-RN    | 32,63    |          | LFI      | 21,60    |          | DVD      | 3,13     |         | ENS     | 63,14   |         | LR-RN   | 36,86   |

#### Élection municipale de 2014
Le nombre d'habitants au recensement de 2011 étant compris entre 5 000 et 9 999, le nombre de membres du conseil municipal pour l'élection de 2014 est de 29
Lors des élections municipales de 2014, les 29 conseillers municipaux ont été élus à l'issue du premier tour ; le taux de participation était de 67,93 %. Ont obtenu :
| Suffrages exprimés                                    | Suffrages exprimés | Suffrages exprimés | 3 048     |             | 29 sièges à pourvoir | 29 sièges à pourvoir |
|                                                       |                    |                    |           |             |                      |                      |
| Liste                                                 | Tête de liste      | Tendance politique | Suffrages | Pourcentage | Sièges acquis        | Var.                 |
| Imaginons votre avenir, nous le construirons ensemble | Patrick Michaud    | LDVD               | 2 138     | 70,14 %     | 25 / 29              | - 1                  |
| Veigné pour tous                                      | Dider Laumont      | LDVG               | 910       | 29,86 %     | 4 / 29               | NL                   |

La liste Imaginons votre avenir, nous le construirons ensemble obtient cinq sièges au conseil communautaire.

### Politique environnementale

#### Eau potable et assainissement
La gestion des ressources en eau potable et le traitement collectif des eaux usées sont organisés de manière mutualisée pour les deux communes de Montbazon et Veigné.
L'alimentation en eau potable repose sur deux forages situés à Montbazon et qui exploitent la nappe phréatique du Cénomanien.
Le traitement des eaux usées pour les deux communes est assuré de manière collective par une unique station d'épuration à boues activées d'une capacité de 12 000 EH installée à Montbazon. Après traitement, les eaux épurées sont rejetées dans l'Indre. Plus de 10 000 habitants des deux communes sont desservis en 2017.

#### Déchets ménagers
Les habitants de Veigné ont accès à deux déchèteries proches, l'une à Esvres, l'autre à Saint-Branchs. La communauté de communes organise la collecte en porte-à-porte des déchets ménagers et recyclables et des conteneurs répartis sur le territoire recueillent verre et papier.

#### Fleurissement
Dans son palmarès 2018, le Conseil national des villes et villages fleuris de France attribue deux fleurs à la commune au Concours des villes et villages fleuris.

### Instances de démocratie participative
Les enfants et les seniors participent à la vie locale par le biais du conseil des enfants et du conseil des seniors, deux instances consultatives.

### Finances locales
Le tableau ci-dessous présente l'évolution de la capacité d'autofinancement, un des indicateurs des finances locales de Veigné, sur une période de dix ans :
|                      | 2008 | 2009 | 2010 | 2011 | 2012 | 2013 | 2014 | 2015 | 2016 | 2017 |
| -------------------- | ---- | ---- | ---- | ---- | ---- | ---- | ---- | ---- | ---- | ---- |
| Veigné               | 67   | 90   | 103  | 111  | 105  | 154  | 147  | 157  | 145  | 144  |
| Moyenne de la strate | 152  | 155  | 166  | 181  | 181  | 177  | 165  | 171  | 179  | 179  |

| ■ CAF de Veigné ■ CAF moyenne de la strate |

Depuis 2008, la capacité d'autofinancement de la commune, toujours positive, est cependant inférieure à la moyenne de la strate, dont elle semble se rapprocher depuis 2013. Fonds de roulement et résultat comptable sont eux aussi toujours positifs, bien que se situant presque toujours en dessous des valeurs moyennes de la strate,.

## Population et société
Les habitants de Veigné sont appelés les Vindiniens.

### Démographie

#### Évolution démographique
Les registres paroissiaux sont disponibles à partir de 1575 pour ce qui concerne les baptêmes. En 1740, la population de la paroisse atteint un maximum de 275 feux ; elle s'établit à 257 feux en 1787, dernière année mentionnée pour ce mode de recensement familial.
L'évolution du nombre d'habitants est connue à travers les recensements de la population effectués dans la commune depuis 1793. Pour les communes de moins de 10 000 habitants, une enquête de recensement portant sur toute la population est réalisée tous les cinq ans, les populations de référence des années intermédiaires étant quant à elles estimées par interpolation ou extrapolation. Pour la commune, le premier recensement exhaustif entrant dans le cadre du nouveau dispositif a été réalisé en 2008.

En 2022, la commune comptait 6 734 habitants, en évolution de +9,34 % par rapport à 2016 (Indre-et-Loire : +1,67 %, France hors Mayotte : +2,11 %).
| 1793 | 1800  | 1806 | 1821  | 1831  | 1836  | 1841  | 1846  | 1851  |
| ---- | ----- | ---- | ----- | ----- | ----- | ----- | ----- | ----- |
| 880  | 1 173 | 998  | 1 037 | 1 240 | 1 289 | 1 303 | 1 343 | 1 297 |

| 1856  | 1861  | 1866  | 1872  | 1876  | 1881  | 1886  | 1891  | 1896  |
| ----- | ----- | ----- | ----- | ----- | ----- | ----- | ----- | ----- |
| 1 245 | 1 298 | 1 333 | 1 269 | 1 621 | 1 520 | 1 457 | 1 391 | 1 346 |

| 1901  | 1906  | 1911  | 1921  | 1926  | 1931  | 1936  | 1946  | 1954  |
| ----- | ----- | ----- | ----- | ----- | ----- | ----- | ----- | ----- |
| 1 295 | 1 357 | 1 361 | 1 354 | 1 348 | 1 336 | 1 379 | 1 695 | 1 852 |

| 1962  | 1968  | 1975  | 1982  | 1990  | 1999  | 2006  | 2008  | 2013  |
| ----- | ----- | ----- | ----- | ----- | ----- | ----- | ----- | ----- |
| 1 891 | 2 420 | 3 616 | 4 199 | 4 520 | 5 474 | 5 887 | 5 990 | 6 098 |

| 2018  | 2022  | - | - | - | - | - | - | - |
| ----- | ----- | - | - | - | - | - | - | - |
| 6 372 | 6 734 | - | - | - | - | - | - | - |

|                                           | 1968 - 1975 | 1975 - 1982 | 1982 - 1990 | 1990 - 1999 | 1999 - 2010 | 2010 - 2015 |
| ----------------------------------------- | ----------- | ----------- | ----------- | ----------- | ----------- | ----------- |
| Taux de variation annuel de la population | + 5,9 %     | + 2,1 %     | + 0,9 %     | + 2,1 %     | + 1,0 %     | 0,0 %       |
| Solde naturel                             | + 0,8 %     | + 0,5 %     | + 0,4 %     | + 0,5 %     | + 0,4 %     | + 0,3 %     |
| Solde migratoire                          | + 5,2 %     | + 1,7 %     | + 0,5 %     | + 1,7 %     | + 0,6 %     | - 0,3 %     |

La population vindinienne reste relativement constante des années 1840 à la fin de la Seconde Guerre mondiale. C'est alors que s'amorce une croissance démographique, très forte de 1962 à 2006, plus réduite ensuite. Cette croissance réduite est surtout à mettre sur le compte d'un solde migratoire et dans une moindre mesure d'un solde naturel plus faibles.

#### Pyramides des âges
La population de la commune est relativement jeune.
En 2018, le taux de personnes d'un âge inférieur à 30 ans s'élève à 32,3 %, soit en dessous de la moyenne départementale (34,9 %). À l'inverse, le taux de personnes d'âge supérieur à 60 ans est de 28,8 % la même année, alors qu'il est de 27,8 % au niveau départemental.
En 2018, la commune comptait 3 080 hommes pour 3 292 femmes, soit un taux de 51,66 % de femmes, légèrement inférieur au taux départemental (51,91 %).
Les pyramides des âges de la commune et du département s'établissent comme suit.
| Hommes | Classe d’âge | Femmes |
| ------ | ------------ | ------ |
| 0,6    | 90 ou +      | 1,9    |
| 8,6    | 75-89 ans    | 9,6    |
| 18,4   | 60-74 ans    | 18,5   |
| 21,2   | 45-59 ans    | 21,3   |
| 18,2   | 30-44 ans    | 17,2   |
| 14,6   | 15-29 ans    | 13,5   |
| 18,4   | 0-14 ans     | 17,9   |

| Hommes | Classe d’âge | Femmes |
| ------ | ------------ | ------ |
| 0,9    | 90 ou +      | 2,2    |
| 7,9    | 75-89 ans    | 10,2   |
| 17,3   | 60-74 ans    | 18,1   |
| 19,8   | 45-59 ans    | 19,1   |
| 17,9   | 30-44 ans    | 17,2   |
| 18,5   | 15-29 ans    | 17,5   |
| 17,6   | 0-14 ans     | 15,6   |

La moyenne d'âge a tendance à augmenter depuis le début des années 2000.

### Petite enfance, enseignement et jeunesse

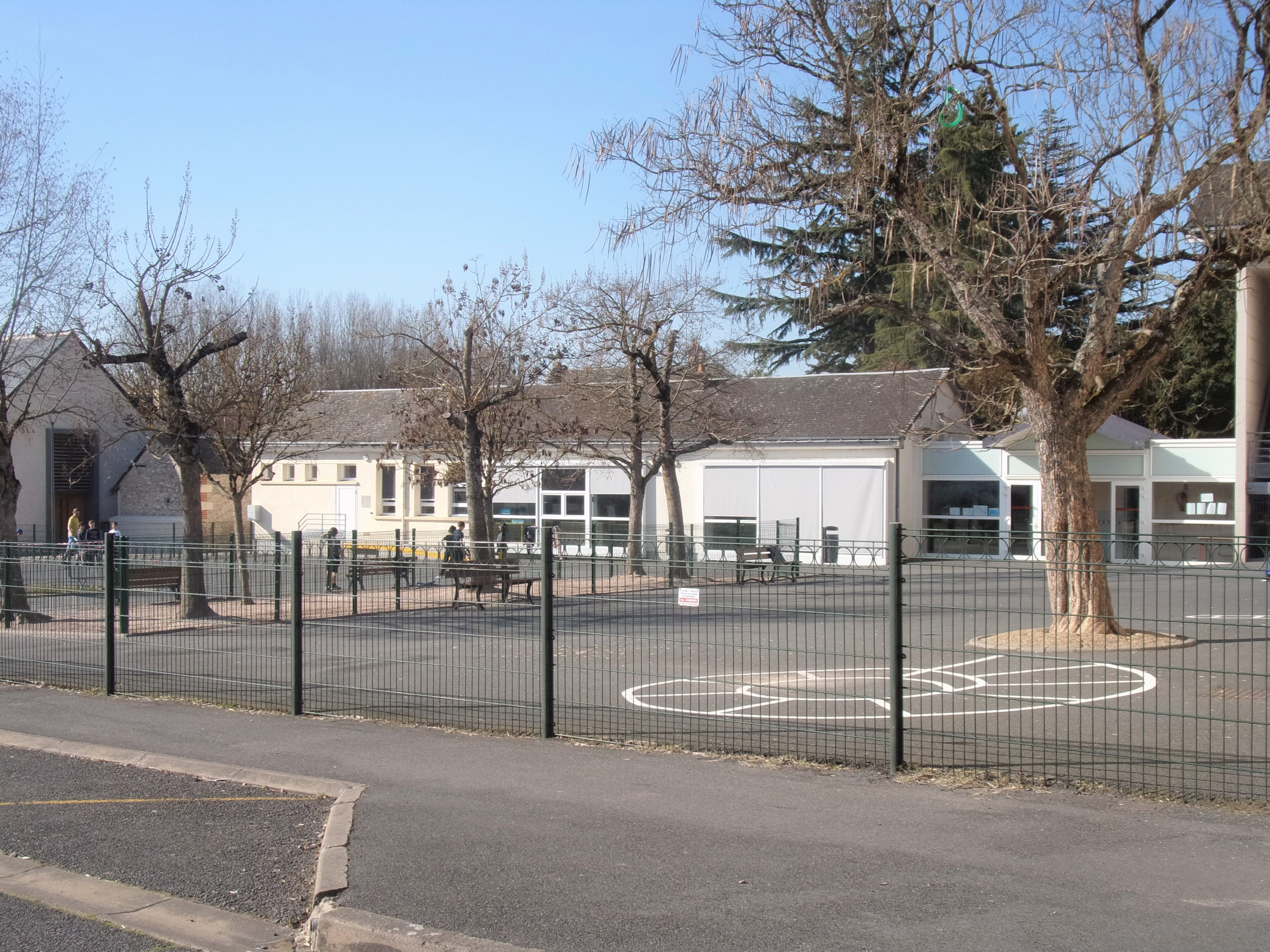
École élémentaire des Varennes.

Deux groupes scolaires d'enseignement primaire existent à Veigné, comprenant chacun une école maternelle et élémentaire ; l'un se situe au bourg, et l'autre aux Gués-de-Veigné. À la rentrée 2018, ces établissements accueillent ensemble 599 élèves. Les établissements de rattachement prévus par la carte scolaire sont le collège Albert-Camus de Montbazon et le lycée Jean-Monnet de Joué-lès-Tours. Un service de transport scolaire est mis en place par la communauté de communes.
Le site « Assistantes maternelles 37 » du conseil départemental recense 44 professionnelles installées à Veigné. Depuis le 1er janvier 2013, des accueils de loisirs sans hébergement, destinés aux enfants de trois à treize ans, sont administrés par la communauté de communes.
L'« Accueil jeunes » est un lieu de rencontre, de dialogue et de détente destiné aux jeunes habitants de la commune, qui peuvent par ailleurs obtenir des informations diverses (santé, emploi, transports, etc.) auprès du « Point d'information jeunesse ».

### Santé, sécurité et services d'urgence
Près de trente professionnels intervenant dans le domaine de la santé sont installés à Veigné. L'hôpital le plus proche est le centre hospitalier régional universitaire de Tours, à Chambray-lès-Tours, à environ un quart d'heure de trajet automobile de Veigné. Un établissement d'hébergement pour personnes âgées dépendantes de droit privé pouvant accueillir cinquante résidents est implanté dans la commune. Le Centre communal d'action sociale de Veigné assure diverses missions d'appui auprès des seniors.
La brigade de gendarmerie la plus proche de Veigné est celle de Montbazon.
Le centre de secours du Val de l'Indre des sapeurs pompiers est implanté à Montbazon. Il a vocation à intervenir sur les territoires de Montbazon, Sorigny et Veigné.

### Sport et culture

#### Équipements sportifs et culturels

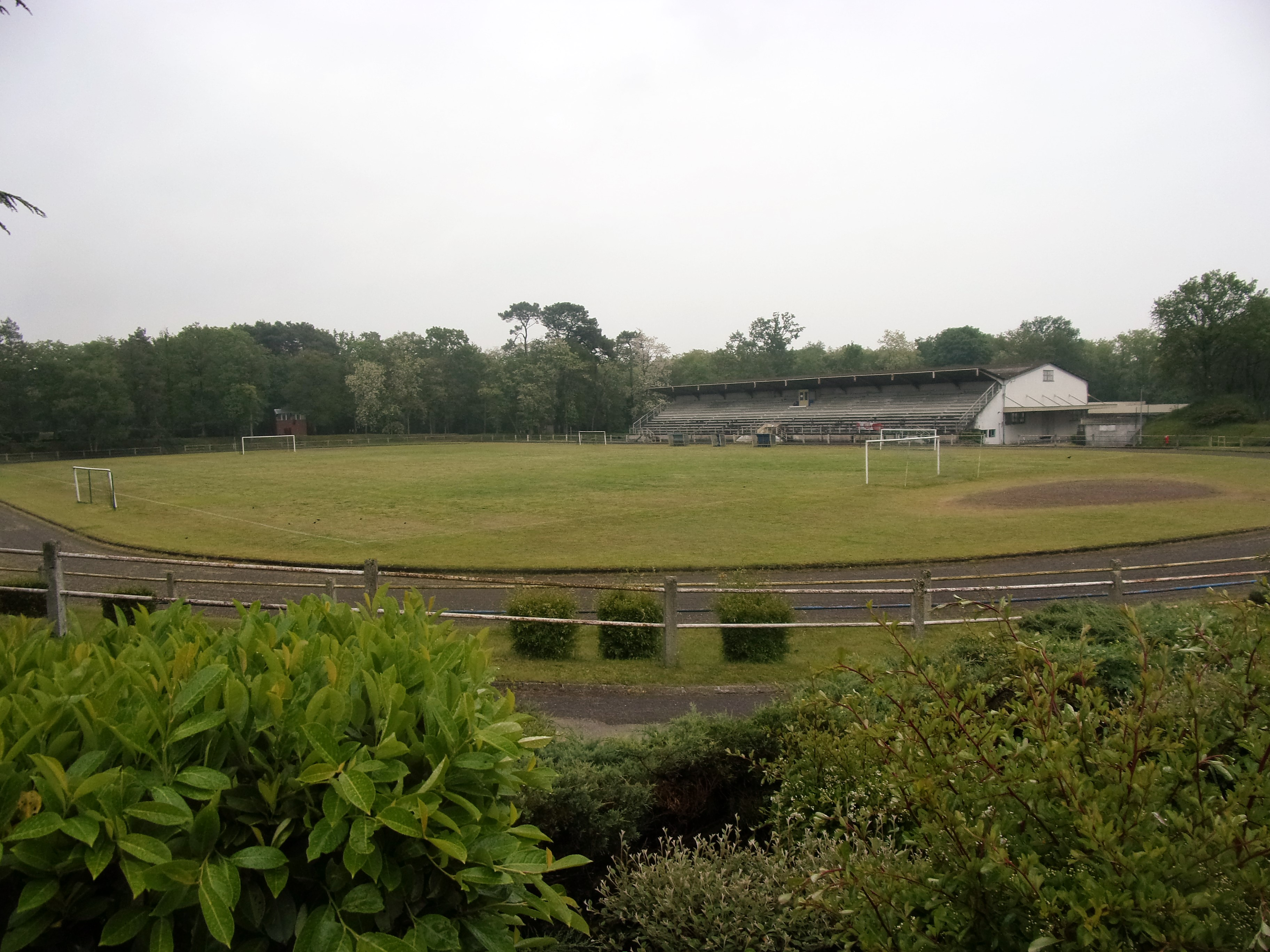
Stade de Vaugourdon.

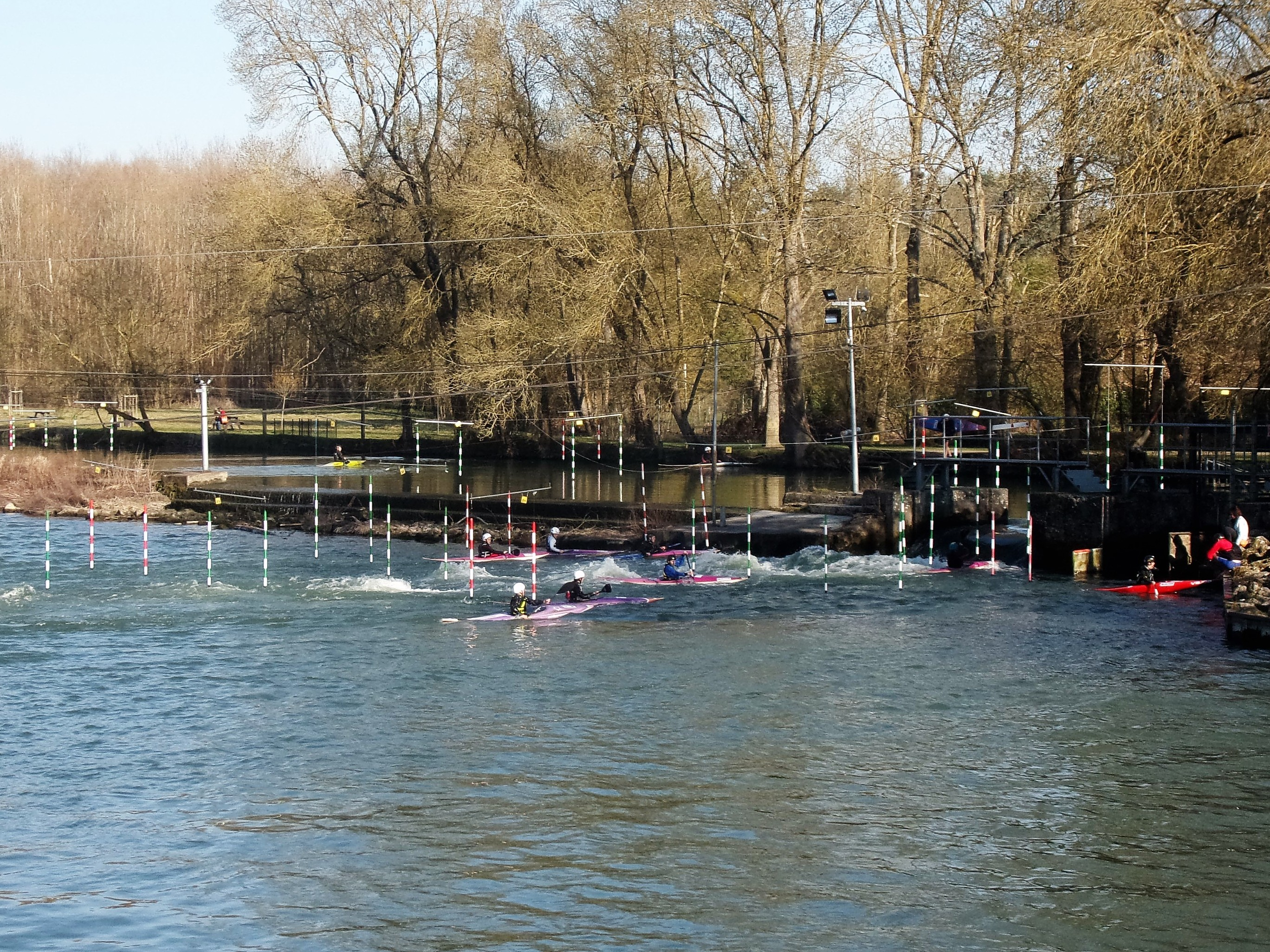
Aménagements pour canoës et kayaks sur l'Indre.

Veigné dispose de plusieurs équipements sportifs, gymnase municipal avec des dojos, city stade, stade multisports avec courts de tennis, piscine, minigolf, base de canoës et kayaks sur l'Indre. Le centre sportif de Vaugourdon, limitrophe de Monts, fut créé à l'initiative du CEA. Il compte de nombreux équipements, en salle et en plein air. La richesse et la diversité de ces équipements, ainsi que les nombreuses activités sportives communales, valent à Veigné le label « commune sportive », attribué par le Comité régional olympique et sportif du Centre-Val de Loire pour la période 2016-2020.
Une bibliothèque est à la disposition des habitants, ainsi que plusieurs salles communales.
L'arboretum de la Martinière propose entre autres une importante collection de bambous.

#### Manifestations culturelles et festivités
Depuis 2010, Veigné organise chaque année durant deux jours au début de l'été, le festival musical « les Estivales de Veigné ».
Le moulin de Veigné accueille, tous les ans au mois d'avril, le « Salon des arts de Veigné » consacré aux arts plastiques ; la 36e édition de cette manifestation se déroule en 2019.

#### Tissu associatif
Le site de la mairie recense 62 associations ayant leur siège dans la commune, mais une dizaine d'entre elles ont une vocation intercommunale voire départementale. Dix-huit de ces associations interviennent dans le domaine de la culture et des loisirs, vingt-quatre ont trait à des activités sportives et vingt prennent en charge des domaines de la vie sociale.

### Médias et numérique
Le quotidien régional La Nouvelle République du Centre-Ouest consacre quelques pages de son édition Indre-et-Loire, Touraine Est, à l’actualité du canton de Monts. La commune de Veigné édite un bulletin municipal (deux publications par an). La chaîne de télévision TV Tours Val de Loire et la station de radio France Bleu Touraine relaient les informations locales.
La commune dispose du réseau à haut débit par fibre optique.

### Culte catholique
Le territoire de la commune dépend de la paroisse Saint-Brice au sein du doyenné de Loches lui-même partie de l'archidiocèse de Tours, au même titre que six autres doyennés. L'église Saint-Maixent accueille, en alternance avec d'autres églises de la paroisse, des offices dominicaux.

## Économie

### Revenus et fiscalité
En 2015, le revenu fiscal médian par ménage est de 40 071 €, alors que la moyenne départementale s'établit à 32 011 € et que celle de la France métropolitaine est de 32 409 €. En 2015, le revenu disponible par ménage était de 23 480 € dans la commune contre une moyenne de 20 710 € au niveau départemental. Le taux de pauvreté est de 5,0 % des ménages fiscaux à Veigné alors qu'il s'établit à 12,5 % au niveau départemental.

### Emploi
Les deux tableaux ci-dessous présentent les chiffres-clés de l'emploi à Veigné et leur évolution de 2010 à 2015, :
|                               | Veigné 2010 | Veigné 2015 | Évolution |
| ----------------------------- | ----------- | ----------- | --------- |
| Population de 15 à 64 ans     | 3 848       | 3 806       | - 1,1 %   |
| Actifs (en %)                 | 73,3        | 76,6        | + 4,9 %   |
| dont :                        |             |             |           |
| Actifs ayant un emploi (en %) | 69,8        | 70,1        | + 0,4 %   |
| Chômeurs (en %)               | 3,5         | 6,5         | + 85.6 %  |

|                                      | Veigné 2010 | Veigné 2015 | Évolution |
| ------------------------------------ | ----------- | ----------- | --------- |
| Nombre d'emplois dans la zone        | 1 523       | 1 447       | - 5,0 %   |
| Indicateur de concentration d'emploi | 56,5        | 54,4        | - 3,5 %   |

De 2010 à 2015, l'évolution de l'emploi à Veigné est importante. La population active diminue légèrement, mais le pourcentage d'actifs augmente de manière sensible. Pour autant, les emplois proposés à Veigné sont moins nombreux, ce qui induit une détérioration de l'indicateur de concentration d'emploi. Le taux de chômage, selon les critères définis lors du recensement, a fortement augmenté et touche plus de 20 % des jeunes de 15  à   24 ans. Sur les 2 705 Vindiniens pourvus d'un emploi, seuls 491 travaillent dans la commune elle-même,. La plupart de ceux qui travaillent en dehors de la commune occupent un emploi à Tours ou ses communes limitrophes.
En 2015, les six plus importants des 473 établissements installés à Veigné emploient globalement plus de 440 salariés, dont plus de 120 pour l'un d'entre eux.

### Tissu économique
Le tableau ci-dessous détaille le nombre d'établissements implantés à Veigné selon leur secteur d'activité et le nombre de leurs salariés :
|                                                              | Total | %     | 0 salarié | 1 à 9 salariés | 10 à 19 salariés | 20 à 49 salariés | 50 salariés ou plus |
| ------------------------------------------------------------ | ----- | ----- | --------- | -------------- | ---------------- | ---------------- | ------------------- |
| Ensemble                                                     | 473   | 100,0 | 343       | 110            | 10               | 5                | 6                   |
| Agriculture, sylviculture et pêche                           | 9     | 1,9   | 7         | 2              | 0                | 0                | 0                   |
| Industrie                                                    | 25    | 5,1   | 13        | 7              | 2                | 1                | 1                   |
| Construction                                                 | 61    | 12,9  | 43        | 14             | 3                | 1                | 0                   |
| Commerce, transports, services divers                        | 324   | 68,5  | 241       | 78             | 3                | 0                | 2                   |
| dont commerce et réparation automobile                       | 124   | 26,2  | 85        | 37             | 1                | 0                | 1                   |
| Administration publique, enseignement, santé, action sociale | 55    | 11,6  | 39        | 9              | 2                | 2                | 3                   |
| Champ : ensemble des activités.                              |       |       |           |                |                  |                  |                     |

En 2016, quarante-quatre nouvelles entreprises se sont créées, puis quarante-trois autres en 2017. Les entreprises individuelles représentent respectivement 54,5 et 81,4 % de ces créations.
L'économie de Veigné est majoritairement tournée vers la « sphère présentielle » — les biens et service produits dans la commune répondent à la demande des habitants, sédentaires ou de passage, de cette commune —, que ce soit au niveau des établissements (65,8 %) qu'un niveau des postes salariés (66,6 %).

#### Agriculture
Le tableau ci-dessous présente les principales caractéristiques des exploitations agricoles de Veigné, observées sur une période de 22 ans.

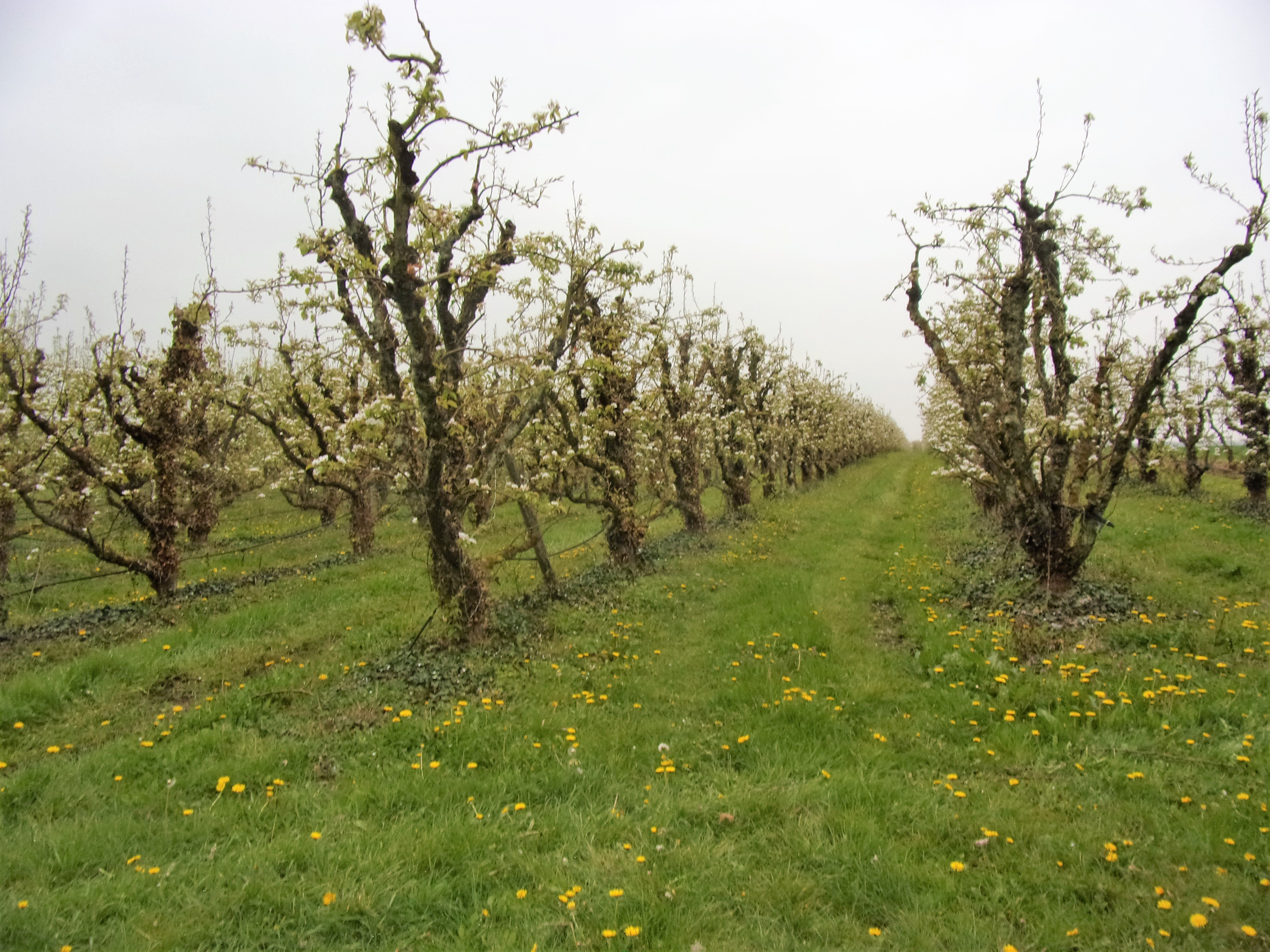
Verger de poiriers à Veigné.

|                                            | 1988 | 2000 | 2010 |
| ------------------------------------------ | ---- | ---- | ---- |
| Nombre d’exploitations                     | 37   | 18   | 10   |
| Équivalent unité de travail annuel         | 78   | 96   | 51   |
| Surface agricole utile (SAU) (ha)          | 938  | 909  | 814  |
| Cheptel (nombre de têtes)                  | 215  | 71   | 3    |
| Terres labourables (ha)                    | 636  | 704  | 708  |
| Cultures permanentes (ha)                  | 136  | 145  | NC   |
| Surfaces toujours en herbe (ha)            | 161  | 53   | 18   |
| Superficie moyenne d’une exploitation (ha) | 25,4 | 50,5 | 81,4 |

L'agriculture locale manifeste une tendance forte au regroupement d'exploitations, moins nombreuses mais beaucoup plus étendues. La culture de céréales et de plantes oléagineuses ou protéagineuses est largement dominante. Toutefois, pommes et poires sont produites depuis plusieurs décennies dans la commune et les vergers de l'exploitation vindinienne inscrite au registre du commerce sont localisés dans la partie sud du territoire. Cette activité est génératrice de nombreux emplois saisonniers à l'époque de la cueillette (septembre-octobre).

#### Industrie, commerces et services
Assez peu de grosses entreprises sont installées sur le territoire de Veigné qui ne dispose pas d'une importante zone industrielle, à l'opposé de plusieurs de ses communes voisines. Une entreprise d'entretien des jardins et espaces verts constitue une exception puisqu'elle est le plus gros employeur de main d'œuvre de la commune avec 120 salariés en 2016. L'économie locale est surtout marquée par la présence de nombreuses petites et moyennes entreprises.
De nombreux commerces et services de proximité sont implantés dans la commune qui bénéficie en outre de la présence d'un marché hebdomadaire rassemblant une douzaine de commerçants.

#### Tourisme
En 2018, Veigné offre les services de deux hôtels et d'un camping. Cette offre est complétée par des possibilités d'hébergement en gîte rural et chambre d'hôtes.

## Culture locale et patrimoine

### Lieux et monuments

#### Édifices cultuels

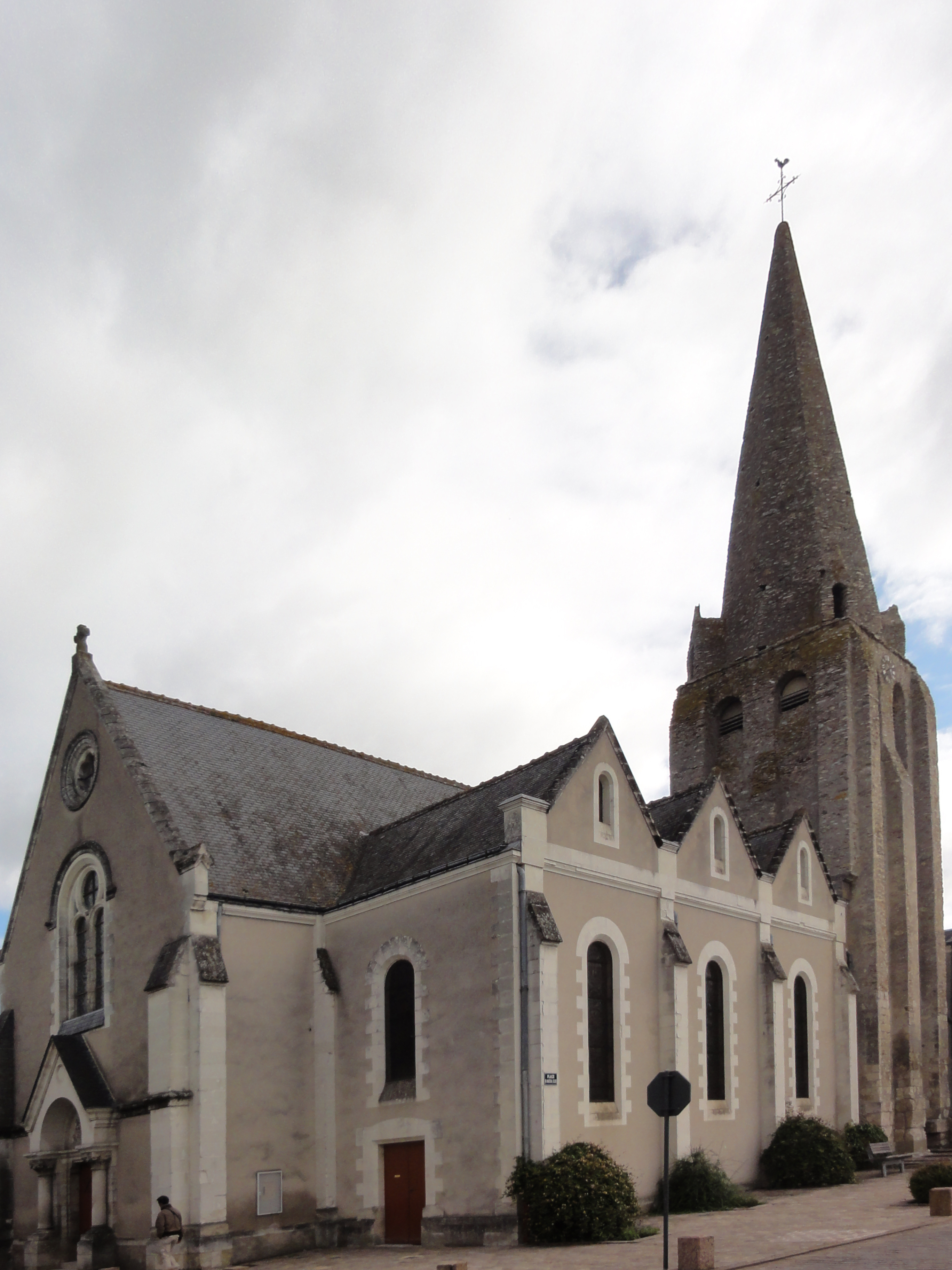
Église Saint-Maixent.

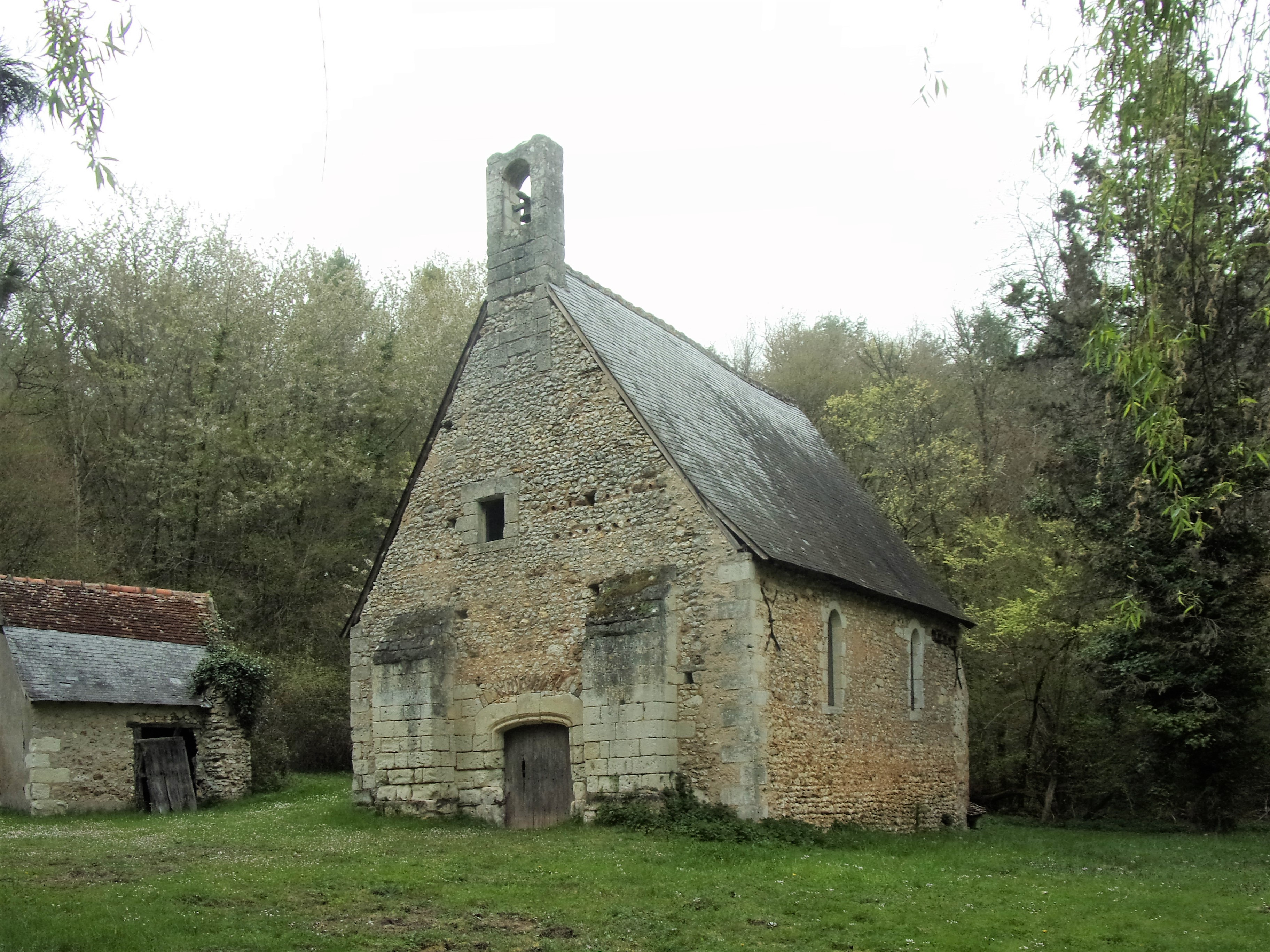
Chapelle Saint-Laurent.

L'église Saint-Maixent (I) date initialement du XIIe siècle mais elle est presque entièrement reconstruite en 1873. De l'édifice originel subsistent la base des murs du chœur et le clocher en forme de mitre, disposition plusieurs fois retenue pour des églises de la vallée de l'Indre. Ce dernier élément de l'église est inscrit à l'inventaire des monuments historiques depuis 1961.
La chapelle Saint-Laurent de Veigné (II), encore appelée « chapelle Saint-Laurent-des-Bois », isolée au milieu des bois en limite de Chambray-lès-Tours, est un édifice de la fin du XIe ou du début du XIIe siècle, dépendant à cette époque de l'abbaye Notre-Dame de Beaumont-lès-Tours. Il est très largement reconstruit au XVIe siècle et plusieurs fois remanié ultérieurement. Sa nef romane abrite une fresque très dégradée représentant le Christ en gloire. Cette chapelle est inscrite à l'inventaire des monuments historiques depuis 1973.

#### Château et manoirs

Carte simplifiée du patrimoine de Veigné.

Le château de Couzières  (1), situé au flanc du coteau de la rive droite de l'Indre est une reconstruction à partir du XVIIe siècle — le propriétaire en est alors Hercule de Rohan-Montbazon, grâce à son union avec Marie de Lenoncourt, héritière du château — d'un édifice du XVe siècle dont subsistent les deux tours d'angle du logis principal. Plusieurs éléments de l'architecture du logis principal, de ses dépendances ou de l'aménagement de son parc sont inscrits à l'inventaire des monuments historiques depuis 1950.
Le manoir de la Belle Jonchère  (2), au sud de la commune, est bâti au sommet du vallon du ruisseau de Taffonneau. Construit au VIe siècle mais agrandi à plusieurs reprises, il est restauré dans les dernières décennies du XXe siècle. Il est partiellement inscrit à l'inventaire des monuments historiques depuis 1950.
Partiellement inscrit comme monument historique en 1991, le manoir de Beaupré  (3) est une construction du milieu du XVIIe siècle pourvue d'un comble à la Mansart, agrandie par l'adjonction de deux ailes dans un second temps. Sa décoration extérieure fait partiellement appel à des éléments de récupération d'autres châteaux détruits ou réaménagés.
Le manoir de Taffonneau  (4), signalé en 1440, se compose d'un logis principal flanqué d'une tourelle polygonale, l'ensemble étant très remanié au début du XXe siècle. Si les communs subsistent, une chapelle mentionnée jusqu'au milieu du XVIIIe siècle a disparu. D'importantes transformations et destructions de corps de bâtiments ont lieu dans la seconde moitié du XIXe siècle.
Le domaine de Thorigny  (5) est construit sur un site déjà occupé au Paléolithique. Il est mentionné au XIe siècle sous le nom de Torineium. Au XVe siècle un manoir féodal est signalé ; en 1790 le prince Rohan-Guemenée devient propriétaire du domaine. La grande propriété comprend alors le château du XVIe siècle avec un colombier, une grange avec pressoir, une cour, un jardin, des terres cultivables, des vignes, des bois et même des friches. En 1846-1847, la famille Torterue de Sazilly, alors propriétaire du domaine, fait édifier le château en pierre de taille, de style Restauration.
Le manoir de la Tortinière  (6), mentionné en 1478, est reconstruit vers la fin de XVIIe siècle. De l'édifice initial, seules les tourelles sont conservées. Une seconde reconstruction, en style néo-Renaissance, a lieu dans la seconde moitié des années 1860, fortement inspirée par l'architecture du château d'Azay-le-Rideau. Un pavillon est ajouté à la fin du XIXe siècle. Le chemin qui longe le mur de la propriété en direction de l'Indre est vraisemblablement tracé sur l'ancienne voie romaine, dite « Chemin Blanc », de Tours à Montbazon.
Situé sur les hauteurs de la vallée de l'Indre sur un site probablement déjà occupé sous l'Antiquité, le manoir de Fontiville  (7) est reconstruit au milieu du XIXe siècle par Benjamin Voisine de la Fresnaye. Ancienne ferme du château de Couzières, il conserve plusieurs petites dépendances édifiées du XVe siècle à l'époque de Louis XV.
Rien ne subsiste du premier château de la Championnière  (8) (du nom de Champion, l'un de ses premiers propriétaires connus), cité en 1440, excepté peut-être une tour tronquée qui supporte un château d'eau. Il est entièrement reconstruit vers 1695 ; l'aile sud a été incluse dans une nouvelle reconstruction effectuée en 1833-1834 (édifice cubique et toiture à quatre pans). Un pigeonnier circulaire date aussi de la fin du XVIIe siècle mais la chapelle a été détruite. Le domaine (bâtiments et parc attenant) est acheté par la commune en 2003. Un des châtaigniers du parc est classé arbre remarquable de France.
Le château de la Guéritaulde  (9) est une reconstruction de 1824-1826 sur des plans de Louis Visconti. Il remplace un édifice fortifié cité en 1353 et qui appartient alors à la famille de Maillé. Le château du XIXe siècle est construit pour Laurent Justinien Delaville-Le-Roulx qui deviendra plus tard maire de la commune. Il est restauré et modifié en 1937 par ses propriétaires d'alors.

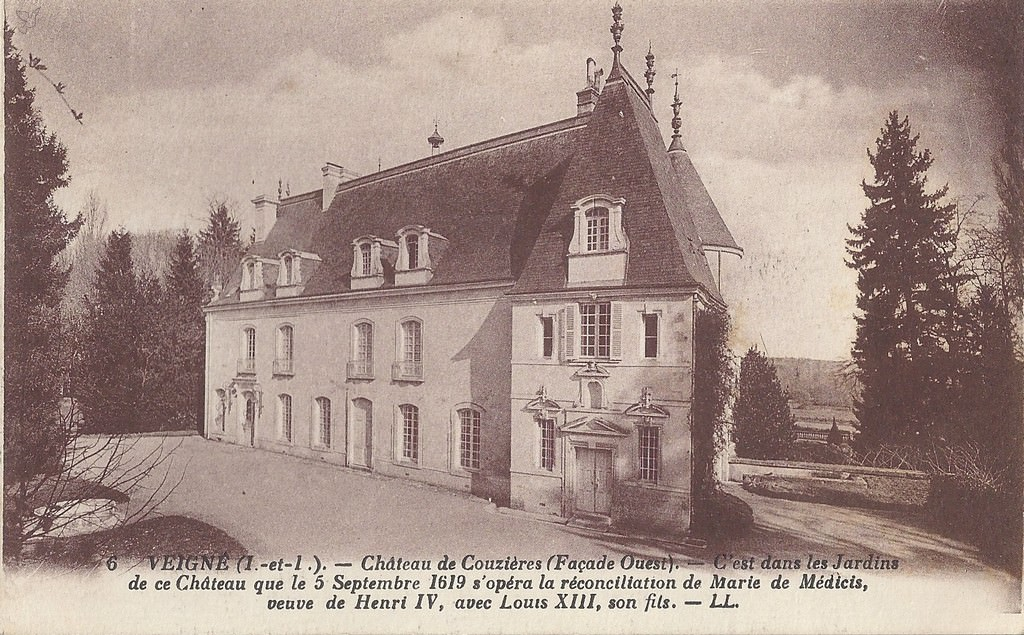
Château de Couzières.
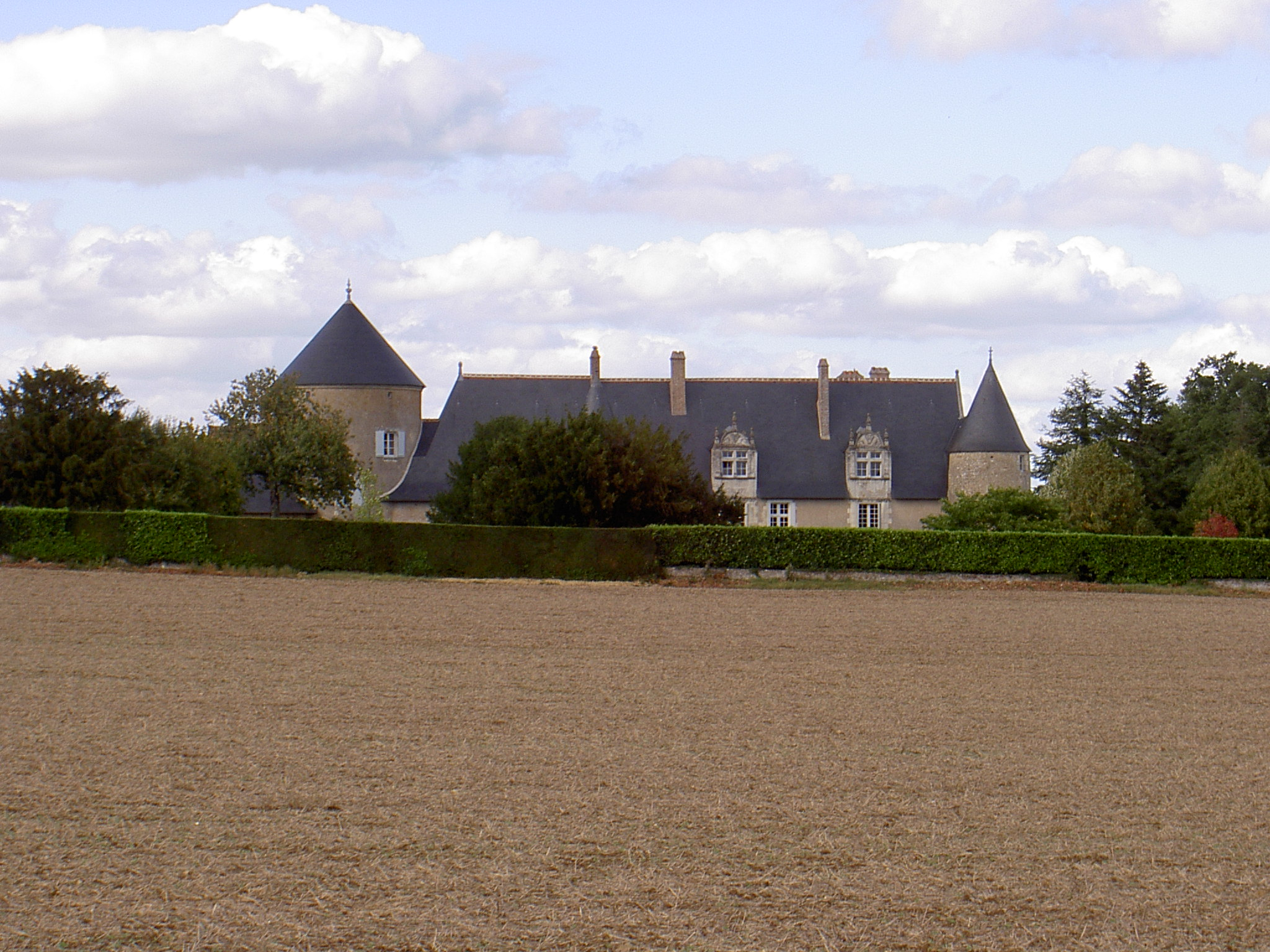
Manoir de la Belle Jonchère.
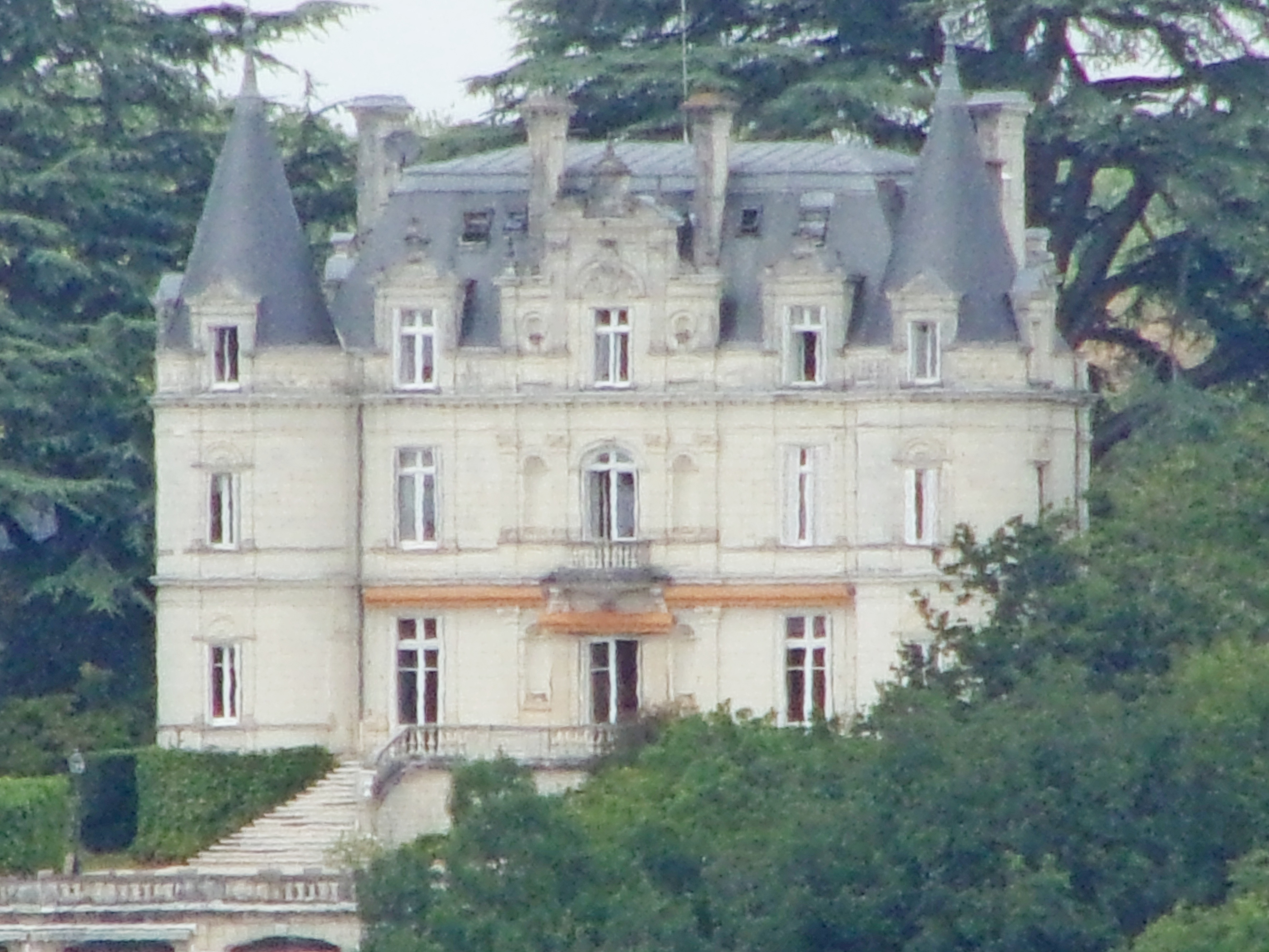
Manoir de la Tortinière.
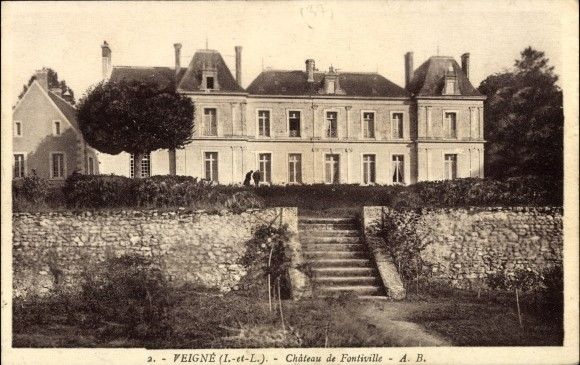
Manoir de Fontiville.
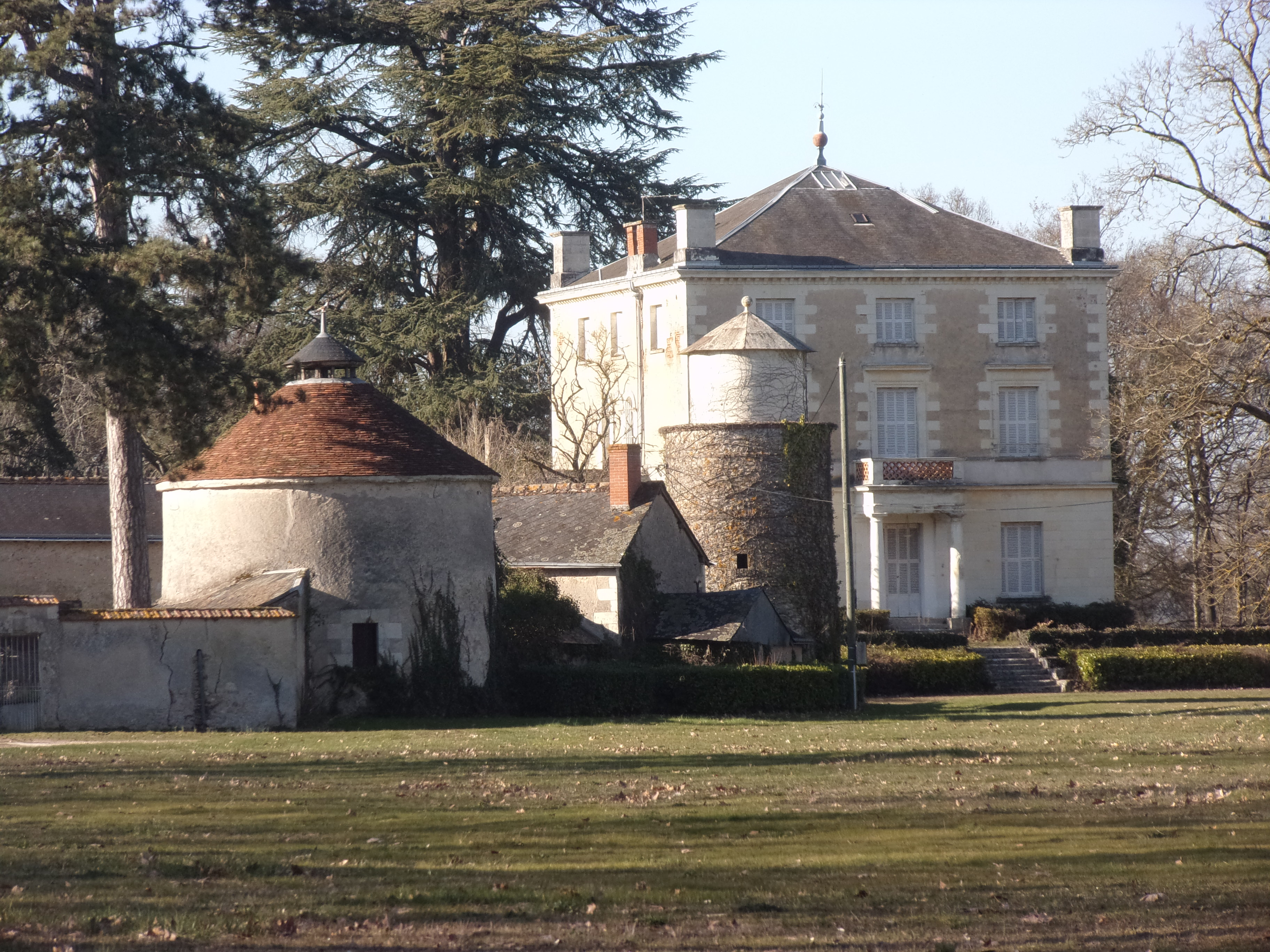
Manoir de la Championnière.

#### Aménagements remarquables
Le grand moulin de Veigné ou Moulin-Fonteyne est un ancien moulin à eau reconstruit en 1870-1874 au niveau du bourg (A). Son activité cesse en 1960. Il est racheté par la commune en 1981. Accessible par la rive gauche de l'Indre, il sert à diverses expositions et activités culturelles. Veigné comptait trois autres moulins, dont l'existence est mentionnée dans des textes anciens : le moulin du Lavoir (991), le moulin de Bourroux (1486) et le moulin de Roulecrottes (B) (1592) rebaptisé Moulin-Fleuri ; plus aucun d'entre eux n'est en fonctionnement.
La bibliothèque de la communauté de communes est installée dans l'ancienne grange aux dîmes, bâtiment du XIVe siècle restauré et réaménagé, proche du chevet de l'église (C). Dépendance du prieuré Saint-Maixent, il s'agit de l'une des trois plus anciennes granges aux dîmes du département,.
Au moins six fours à chaux et briqueteries sont signalés à Veigné à la fin du XVIIIe siècle et au XIXe siècle. Tous ces équipements ont disparu, excepté un four à chaux (D), construit en 1858 et inscrit à l'Inventaire général du patrimoine culturel,. Le dernier four à chaux vindinien cesse ses activités au début des années 1870 ; il est détruit vers 1900.
Plusieurs anciens puits en pierre, dont le plus vieux remonte au XVe siècle, sont présents sur le territoire communal. Ces équipements, installés au centre des hameaux ou aux carrefours de plusieurs routes, étaient en général communs à plusieurs habitations.

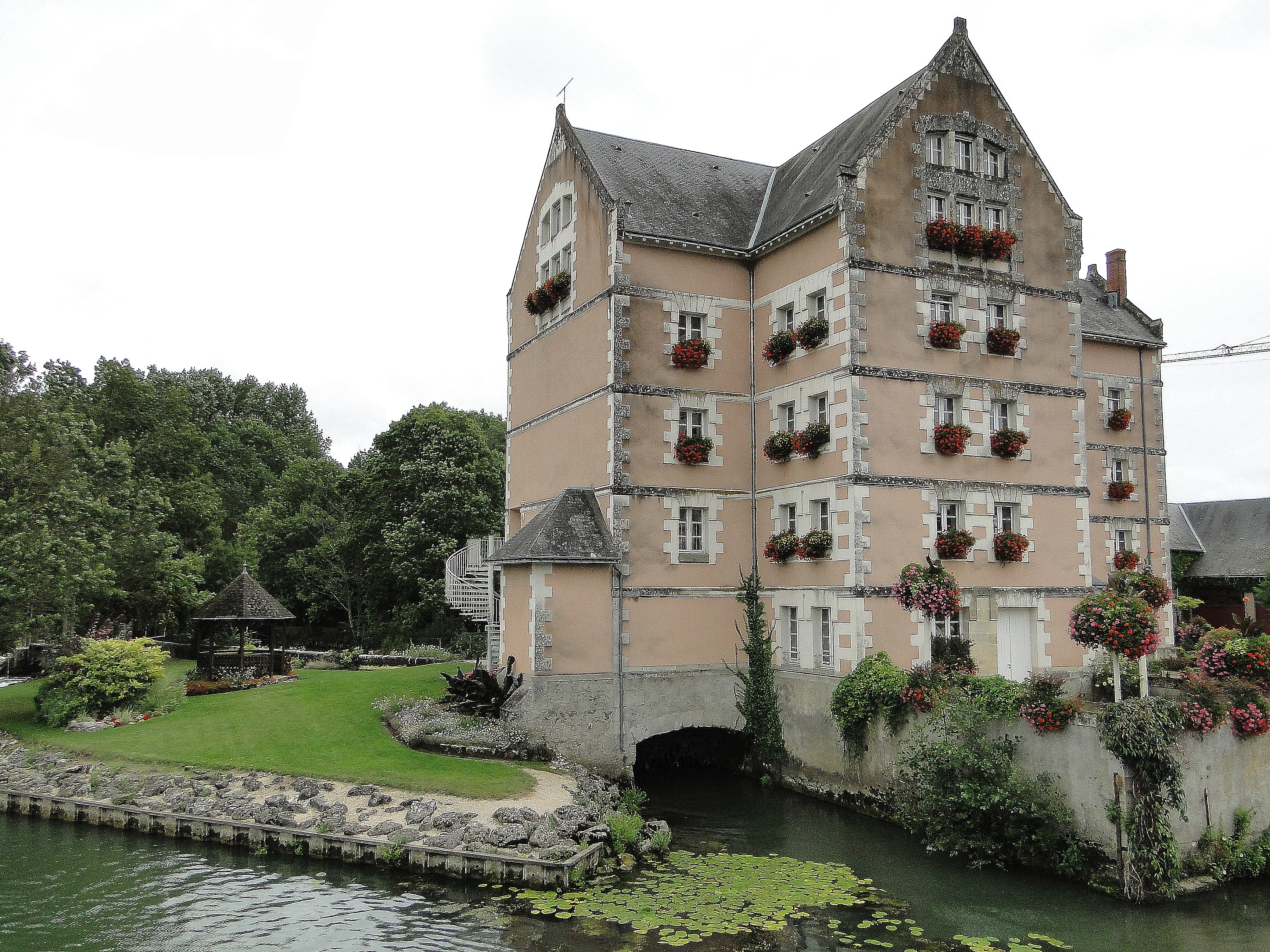
Ancien moulin à eau.
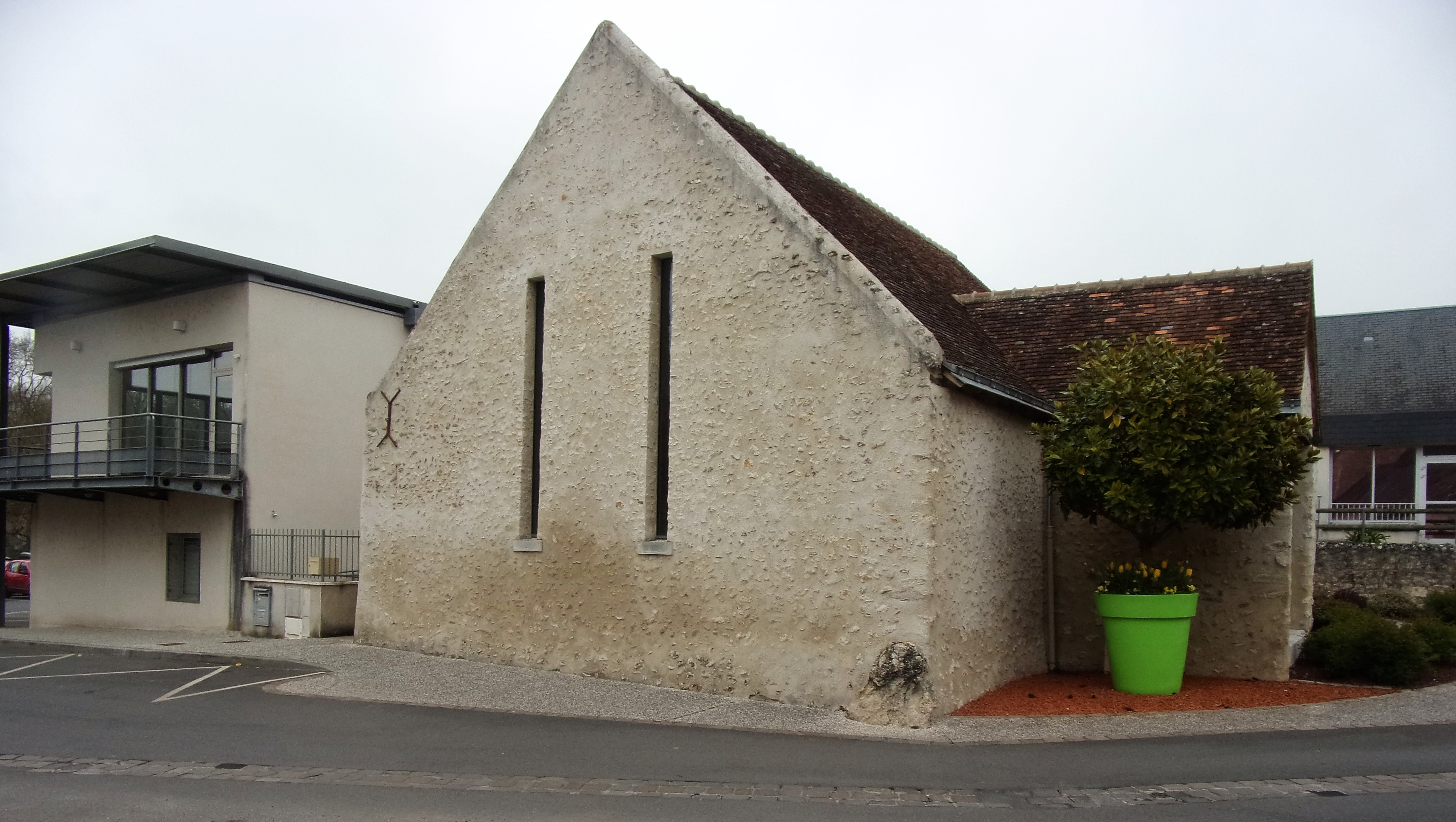
Ancienne grange aux dîmes.
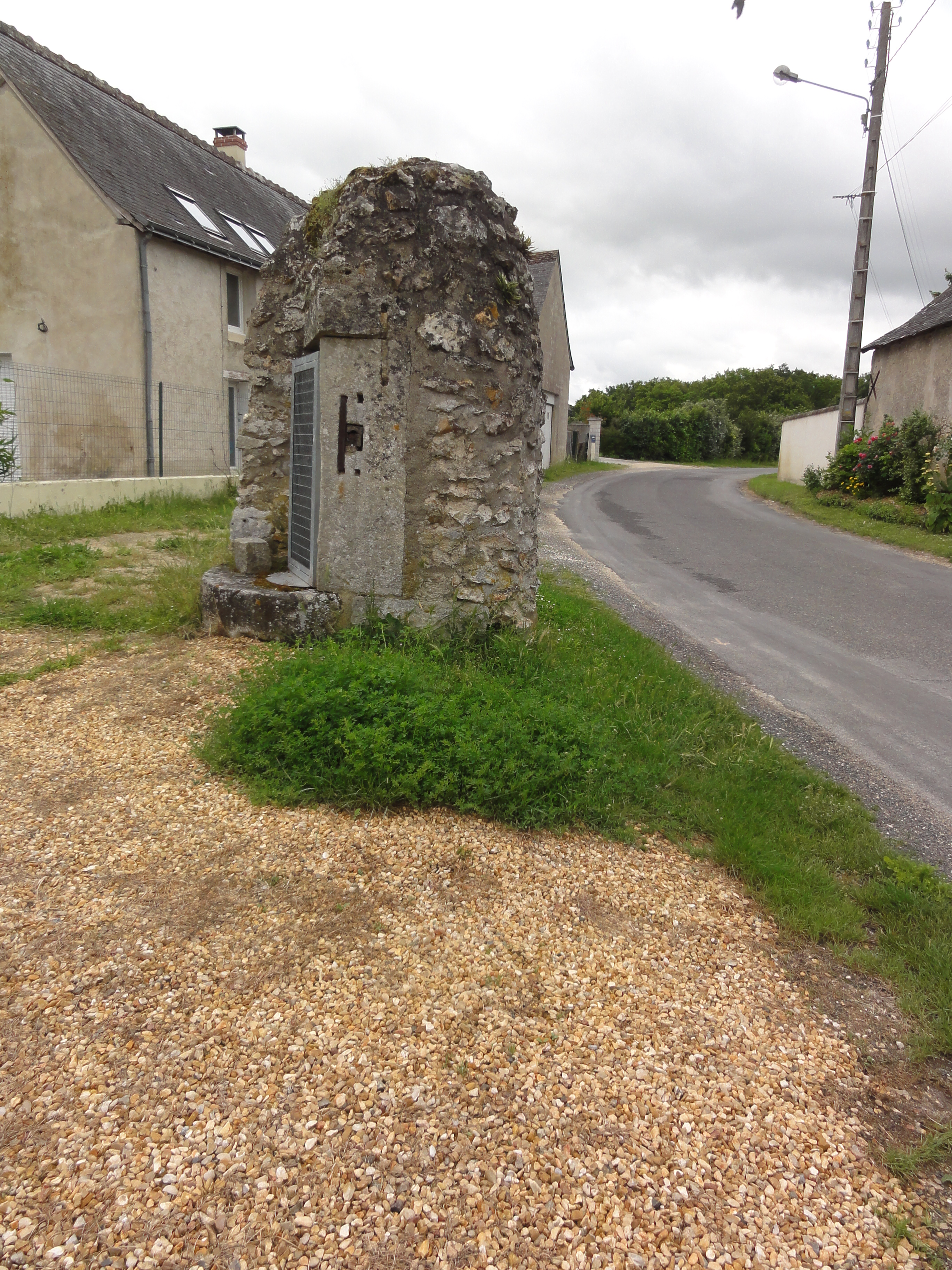
Ancien puits.

### Patrimoine gastronomique
La commune est située dans l'aire d'appellation d'origine contrôlée du fromage Sainte-maure-de-touraine. Bœufs du Maine, rillettes de Tours et 120 types de vins peuvent prétendre à une indication géographique protégée s'ils sont produits sur le territoire communal.

### Veigné dans les arts
En 1987, une scène du téléfilm L'Escargot noir, premier épisode de la série Les Dossiers de l'inspecteur Lavardin, est tournée au Moulin-Fleuri.

### Personnalités liées à la commune
- Hercule de Rohan-Montbazon (1568-1654), noble français, fait reconstruire le château de Couzières où il meurt[151].
- Gatien Christophe (1759-1827), homme politique français et député d'Indre-et-Loire, est né à Veigné[152].
- Emmanuel Drake del Castillo (1855-1905), botaniste, et son frère Jacques (1855-1918), homme politique, sont propriétaires du manoir de la Belle Jonchère de 1875 à leur mort[153].
- François Coty (1874-1934), milliardaire et parfumeur, est propriétaire du manoir de Beaupré de 1912 à sa mort[154],[155].
- L'actrice Mélanie Bernier, née en 1985, passe son enfance à Veigné[156].

Personnalités liées à Veigné
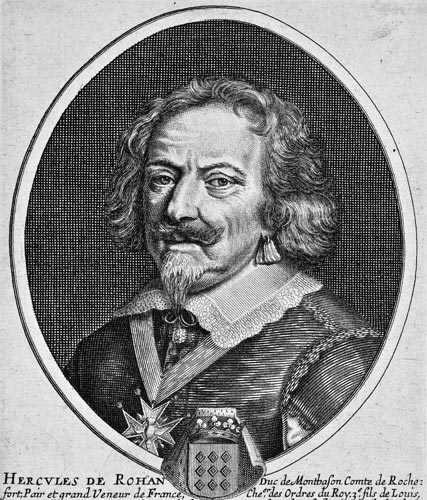
Hercule de Rohan-Montbazon.
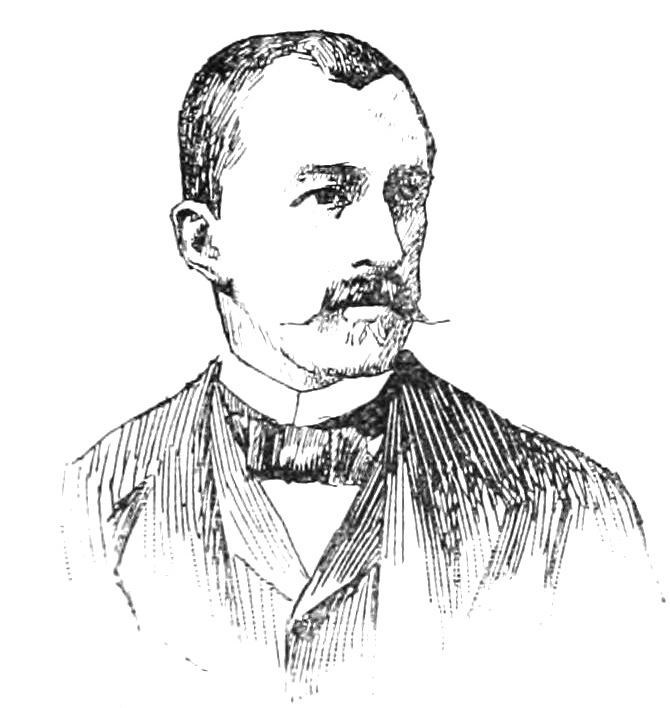
Jacques Drake del Castillo.
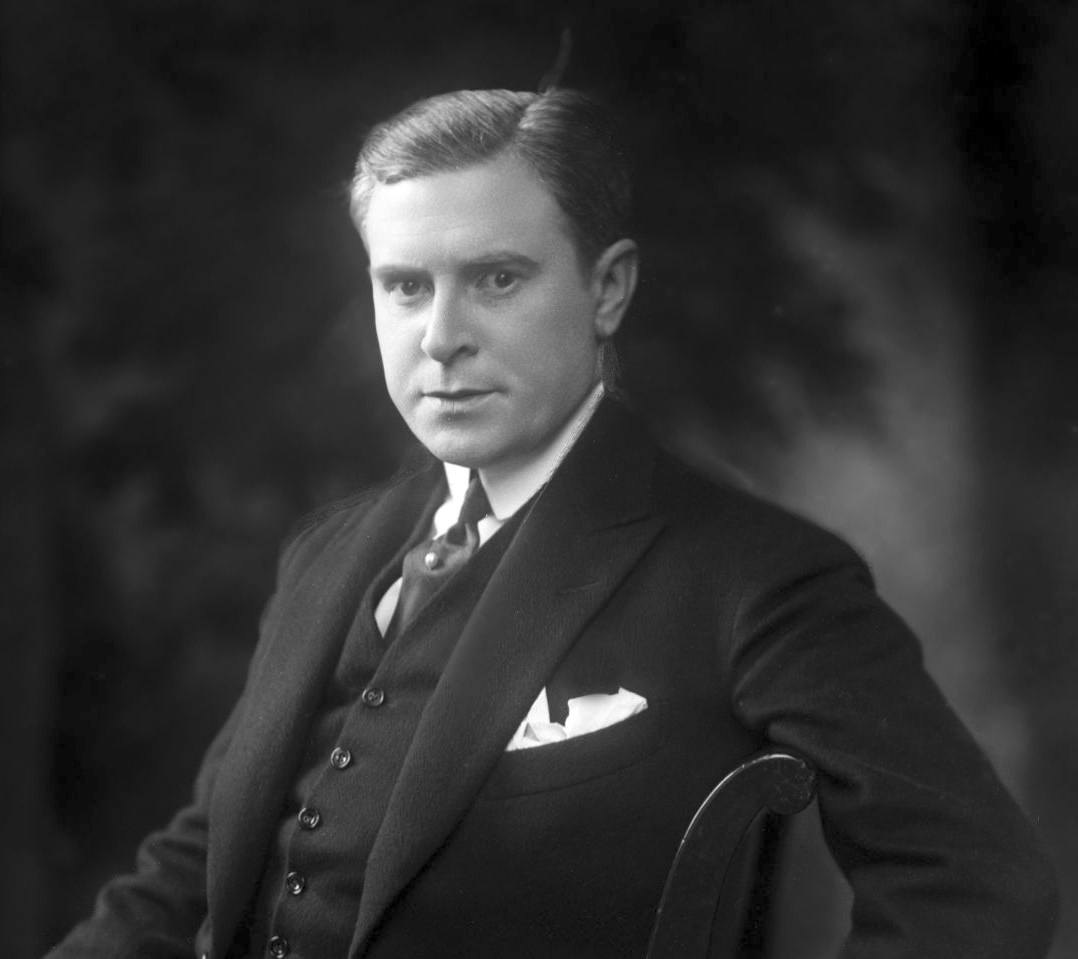
François Coty.
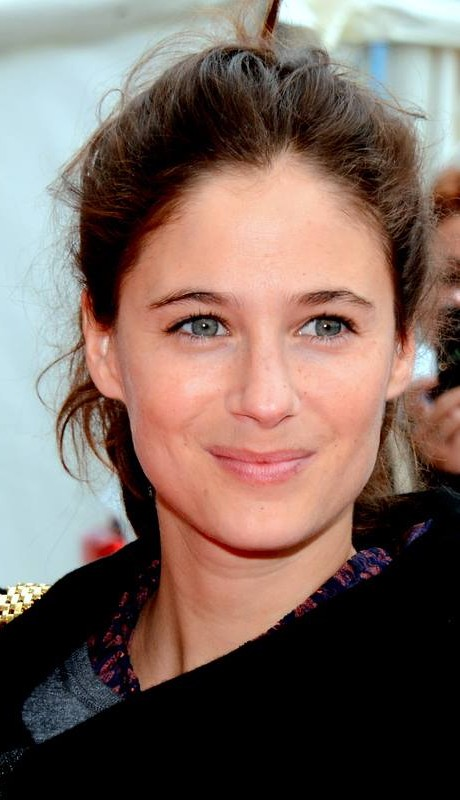
Mélanie Bernier.

- Tahar Boucebci (1932-2020), colonel de l'armée de l'Air, grand officier de la Légion d'honneur, vice-président de l'Office national des combattants et des victimes de guerre de 1992 à 2002, a notamment occupé les fonctions d’adjoint et de président du SIVM et du Smictom à Veigné[157].

### Héraldique
| Blason de Veigné | Les armes de Veigné se blasonnent ainsi : De gueules à la roue de moulin de huit rais d'or en perspective cavalière, posée sur une rivière ondée cousue d'azur mouvant de la pointe. |